# Franklin D. Roosevelt
Franklin Delano Roosevelt (ejtsd: frenklin delenó rouzvelt) (New York, 1882. január 30. – Warm Springs, 1945. április 12.), a sajtóban gyakran FDR, amerikai politikus, az Egyesült Államok 32. elnöke, akit négy terminusra választottak meg. 1933–1945 között volt elnök, és ő az egyetlen, aki két ciklusnál tovább vezette a Fehér Házat. A 20. század egyik központi alakja volt.
Apja, James Roosevelt, és anyja, Sarah Ann Delano, mindketten tehetős New York állambeli családok tagjai voltak, amelyek francia és holland ősökkel bírtak. Franklin volt az egyetlen gyermekük. Anyai nagyapja, Warren Delano (a Mayflower egyik utasának, Richard Warrennek leszármazottja) a kínai ópiumkereskedelemből szerezte vagyonát. 1921-ben deréktól lefelé lebénult, ezután már csak segédeszközzel tudott – nehezen – járni. Állapotát járványos gyermekbénulás következményének tartották, bár újabban felvetették, hogy esetleg Guillain-Barré szindróma okozta. Ezután évekig elfordult a politikai élettől.
Amerikai demokrata párti politikus, az Egyesült Államok 32. elnöke 1933-tól haláláig. Egyedülálló módon négyszer választották meg. Elnöksége kezdetén 1933-ban feloldották a szesztilalmat, majd az 1930-as években a kormány a nagy gazdasági világválság ártalmait enyhítő New Deal elnevezésű szociálpolitikai programjával segítette a munkanélkülieket, valamint a gazdaság talpra állítását, illetve megvalósította a gazdaság és bankrendszer reformját. Jóllehet a gazdaság talpra állása nem fejeződött be 1940-ig, a Roosevelt-adminisztráció idején megkezdődött programok nagy része az USA kereskedelmét a mai napig is meghatározza. Agresszív szövetségi kormányzati módszerével új lendületet adott a Demokrata Pártnak, amely az 1960-as évek végéig domináns szerepet töltött be.
1938 után elérte az USA újra fegyverzését, és kivezette országát az izolacionizmusból, miközben a világ a háborúra készült. A második világháború kitörése után (az USA semlegessége ellenére) jelentős fegyverszállítmányokkal segítette a szövetségeseket. 1941-ben Churchill angol miniszterelnökkel közzétették az atlanti chartát. December 7-én a Pearl Harbort ért japán támadás után az Egyesült Államok is belépett a háborúba. Ettől fogva Roosevelt tántoríthatatlanul küzdött a tengelyhatalmak ellen. Belátta, hogy bár az USA-t inkább ők fenyegették, a japánok gazdasági gyengeségük miatt nem képesek egyedül a győzelemre. Éppen ezért Európát tekintette az elsődleges harctérnek, és feltétel nélkül támogatta Hitler és szövetségesei minden ellenfelét. Roosevelt javaslatára deklarálták a szövetségesek a feltétel nélküli megadás elvét, egyesek szerint ez a háború indokolatlan elhúzódását eredményezte. Rossz egészségi állapota ellenére határtalan munkabírással vett részt a háborús ügyek intézésében, mint az Egyesült Államok fegyveres erőinek főparancsnoka. Minden fontos szövetséges konferencián részt vett, de Churchill szerint (és a történészek zöme szerint is) túl naivnak mutatkozott Sztálinnal szemben, a szovjet diktátor könnyen rá tudta venni terveinek támogatására. 1945. április 12-i halálát követően alelnöke, Harry S. Truman lépett a helyére.
Széles körű támogatást nyújtott Winston Churchillnek, és segítette az Egyesült Királyság háborús erőfeszítéseit, mielőtt a Pearl Harbor elleni japán támadás a hadba lépésre késztette volna az USA-t. A második világháború alatt Roosevelt (tanácsadója, Harry Hopkins segítségével) határozottan vezette országát a nemzetiszocialista Németországgal szemben, és az Egyesült Államokat a szövetségesek első számú fegyverszállítójává és finanszírozójává tette. Az USA Roosevelt vezetésével vált a „demokrácia fegyvertárává” és 16 millió amerikai öltött egyenruhát.
Elnöksége idején az ipar óriási növekedésnek indult, megvalósult a teljes foglalkoztatottság, helyreállt a jólét és új lehetőségek nyíltak meg a nők, illetve az afroamerikaiak előtt. Ugyanakkor minden bevételi csoportra kiható új adókat vezettek be, árszabályozás és jegyrendszer valósult meg. A szövetségesek győzelméhez közeledve Roosevelt komoly szerepet játszott a háború utáni világ megformálásában, elsősorban a jaltai konferencián való részvétellel, illetve az Egyesült Nemzetek Szervezete létrehozásával. A roosevelti adminisztráció újra definiálta a liberalizmus fogalmát a következő generációk számára, és megteremtette a Demokrata Párt új irányvonalát, mely a New Deal kapcsán a szakszervezetek, farmerek, etnikai és vallási kisebbségek, az értelmiség, a Dél, a nagyvárosi civil szervezetek és a munkások között létrejövő koalíción alapult.

## Fiatalkora és házassága

### Ifjúsága és kezdeti karrierje

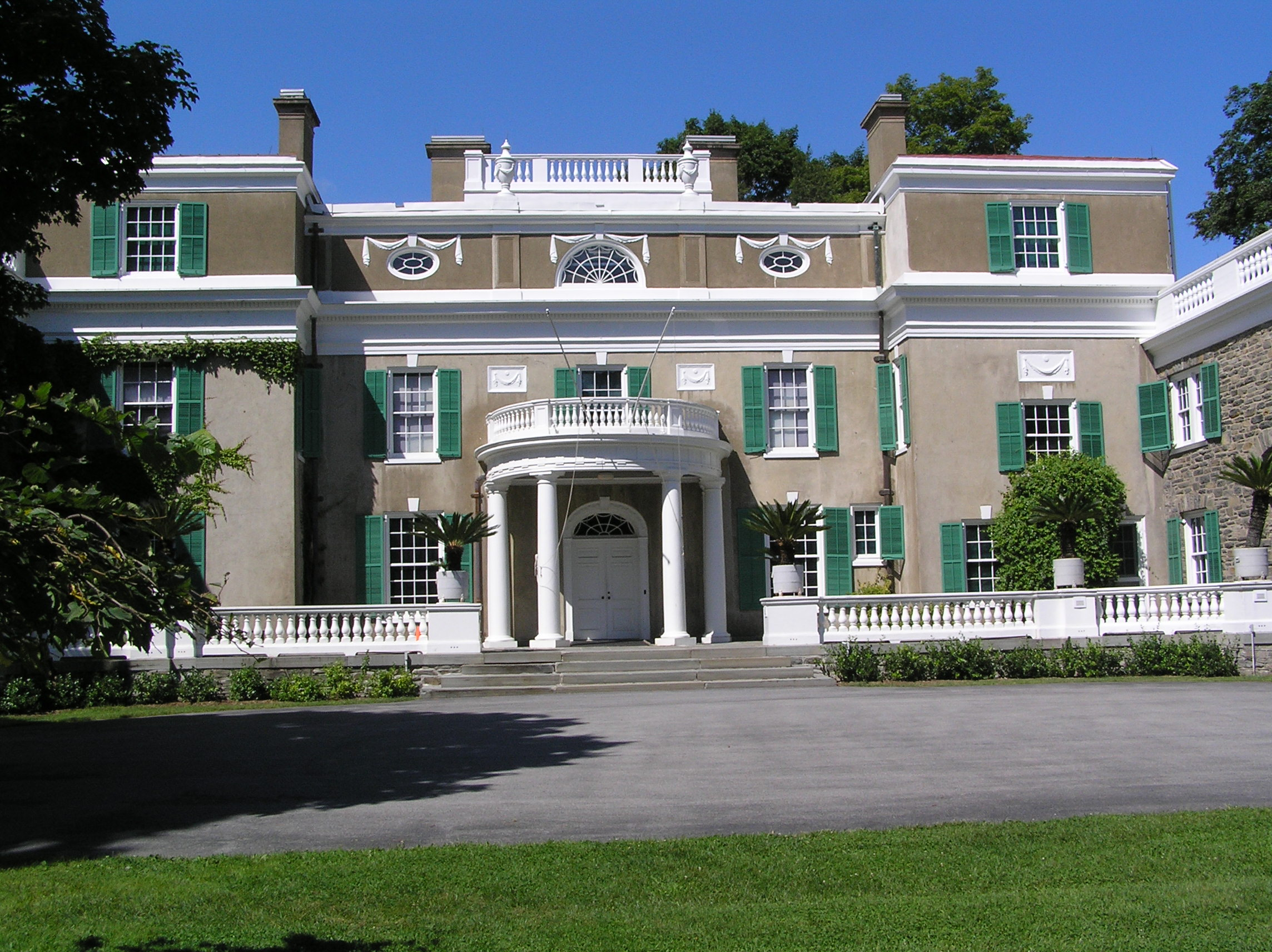
Szülőhelye a Hyde Parkban

Franklin Delano Roosevelt 1882. január 30-án született a New York állambeli Hyde Park-ban, egy gazdag család leszármazottjaként. Édesapja, James Roosevelt üzletember 1851-ben végezte el jogi tanulmányait a Harvard Law School egyetemen, de szakmájában nem dolgozott, miután megkapta örökségét nagyapjától, James Roosevelttől. Apja kiemelkedő demokrata párti politikus volt, aki egyszer elvitte Franklint a Fehér Házba, hogy tárgyaljon Cleveland elnökkel. Korai éveiben nagy hatást gyakorolt rá édesanyja, Sara Ann Delano, aki egyszer ezt állította: „A fiam, Franklin egy Delano, egyáltalán nem Roosevelt.” Jamest – aki Franklin születésekor 54 éves volt – néhányan távolságtartó apának tekintették, bár James MacGregor Burns életrajzíró szerint apa és fiú között bensőséges volt a viszony.
Roosevelt apai ági őse a 17. században Új-Amszterdamba (a mai New Yorkba) költözött és a Rooseveltek kereskedőként és földbirtokosként tevékenykedtek. A Delano család felmenője a Mayfloweren utazott az Újvilágba, ahol kereskedőként és hajógyártóként szerezték vagyonukat. Franklinnak apja korábbi házasságából egy féltestvére volt, James.
Franklint nagyon érdekelte a lovaglás, az evezés, valamint a lawn teniszezés. Tinédzser korában kezdett el golfozni. Késő tizenéves éveiben golfklubbajnok is lett a kanadai Új-Brunswick-ben, Campobello szigeten, családja nyaralóhelyén. Korán megtanult vitorlázni, 16 évesen apjától egy vitorlás hajót kapott.
Roosevelt hét és tizenöt éves kora között minden évben elutazott szüleivel Európába, így egyre jobban tudott beszélni németül és franciául. 14 éves koráig magántanuló volt, kivéve, mikor kilenc évesen tanult egy németországi állami iskolában. Ezután a massachusettsi Grotonban, egy püspöki bentlakásos iskolába járt.
Mint a legtöbb grotoni osztálytársa, a Harvard Főiskolába ment. Közepes tanulmányi eredményei voltak és később kijelentette: „Négy éven át folytattam a közgazdaságtant és a kurzusokat a főiskolán, és mindent, amit tanítottak, rossz volt.” Az Alpha Delta Phi diákszövetség és a Fly Club tagja volt. Bár Roosevelt diákként tanulmányi eredményeit illetően egyáltalán nem tűnt ki iskolatársai közül, ám a Harvard Crimson főiskolai napilap főszerkesztőjeként tevékenykedett, amely pozíció nagy ambíciót és energiát igényelt.
Apja 1900-ban bekövetkező halála lesújtotta a 18 éves Franklint. A következő évben ötödik unokatestvére, Theodore Roosevelt lett az Egyesült Államok elnöke. Theodore erőteljes vezetési stílusa és megújító buzgalma hatására Franklin példaképeként és hőseként tekintett fel rá. 1903-ban végzett a Harvardon, majd a következő évben a Columbia Law School-ban tanult tovább, de 1907-ben kilépett, miután letette New York-i ügyvédi vizsgáját. 1908-ban a Carter Ledyard & Milburn rangos ügyvédi irodájában kezdett el dolgozni, és a cégvezetés jogi részlegén dolgozott.

### Házassága, családja és szerelmi viszonyai
1902 közepén kezdett el Franklin udvarolni a leendő feleségének, a regnáló elnök Theodore Roosevelt unokahúgának, Eleanor Rooseveltnek. Eleanor és Franklin ötödik unokatestvérek voltak és már gyermekkoruk óta ismerték egymást, 1903 októberében tartották eljegyzésüket.

1905. március 17-én – anyja heves tiltakozása ellenére – összeházasodott Eleanorral New Yorkban. Sara Roosevelt – aki azt hitte, hogy Franklin túl fiatal a házassághoz – többször is kísérletet tett fia házassága ellen. Eleanort, fiatalon elhunyt édesapja helyett Theodore Roosevelt elnök kísérte oltár elé. Az ifjú pár családja birtokára, a Hyde Park-i Springwoodba költözött. A ház Sara Roosevelt tulajdonában állt egészen 1941-es haláláig. Sara a házaspár számára építtetett egy lakást New Yorkban is. Eleanor soha nem érezte otthon magát sem a Hyde Park-i, sem a New York-i lakásban, de annak örült, mikor a családdal nyaralhatott a Campobello-szigeten.

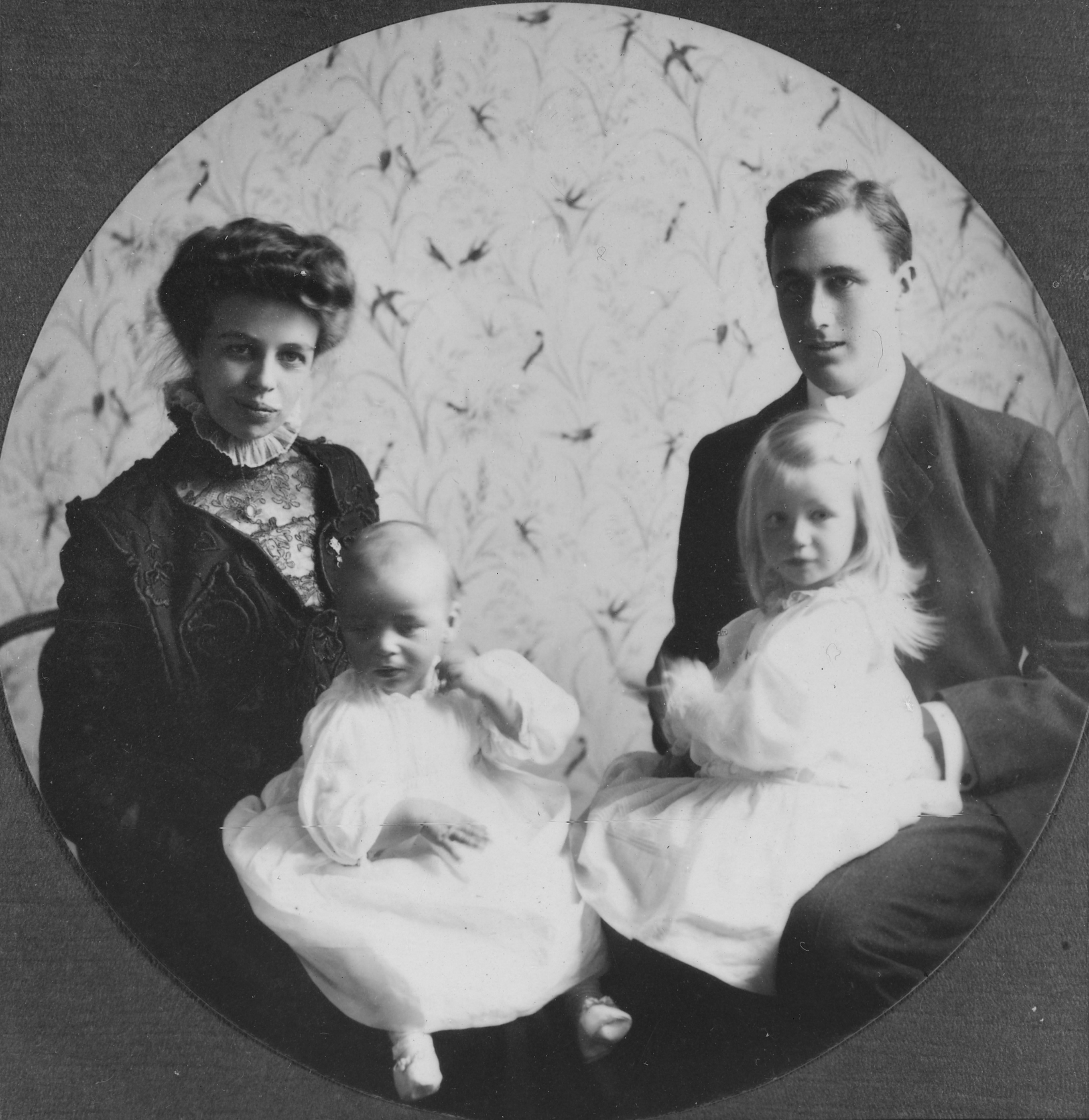
Franklin és Eleanor első két gyermekükkel (1908)

James MacGregor Burns életrajzíró szerint a fiatal Roosevelt magabiztos és nyugodt természetű volt. Ezzel szemben Eleanor akkoriban félénk és nem szerette a társadalmi életet, eleinte otthon maradt, hogy gyermekeiket nevelje. Franklin a gyermekek nevelését feleségére bízta, míg Eleanor nagyrészt dajkákra támaszkodott. Anyjára való korábbi tapasztalataira hivatkozva később kijelentette: „Egyáltalán nem tudok semmit a csecsemők kezeléséről vagy táplálásáról.” A házaspárnak hat gyermeke született: Anna (1906–1975), James (1907–1991), Elliott (1910–1990), Franklin (1909, csecsemőkorában elhunyt), Franklin (1914–1988) és John (1916–1981).
Rooseveltnek számos házasságon kívüli viszonya volt felesége mellett, köztük Eleanor rendezvényszervezőjével, Lucy Mercerrel. 1918 szeptemberében Eleanor megtalálta férje bőröndjében Roosevelt és Mercer leveleit. Franklin és Eleanor házassága majdnem válással végződött, kapcsolatuk megromlott, és Roosevelt pedig megígérte feleségének, hogy soha többé nem fog találkozni szeretőjével. Eleanor soha nem bocsátott meg neki, és a házasságuk ettől kezdve inkább politikai partnerségként működött. Eleanor ezt követően külön otthonba költözött a Hyde Parkban, a Val-Kill rezidenciába, és férjétől függetlenül egyre inkább különféle társadalmi és politikai ügyeknek szentelte életét. A házasságuk érzelmi szakadása annyira súlyos volt, hogy amikor Franklin 1942-ben kérte Eleanort – egészségi állapotának fényében – hogy jöjjön haza és éljen vele újra, a nő ezt elutasította.
Franklin eleget tett Eleanornak való ígéretének. Ő és Lucy hivatalos levelezést folytattak és 1941-ben, vagy talán még korábban ismét megismerkedtek egymással. Lucy Roosevelt mellett volt azon a napon, amikor 1945-ben meghalt. Ennek ellenére viszonyát az 1960-as évekig nem ismerték széles körben. Fia, Elliott azt állította, hogy apja húsz éves kapcsolatot tartott fenn egy titkárával, Marguerite LeHanddal is. Másik fia, James azt jelentette ki, hogy „valódi esély van arra, hogy romantikus kapcsolat állt fenn” apja és a norvég trónörökös felesége, Márta hercegnő között, aki egy rövid ideig a Fehér Házban tartózkodott a második világháború idején. Kettejük feltételezett romantikus viszonyáról számos pletyka keringett a bulvársajtóban, ahol többen „az elnök barátnőjeként” is hivatkoztak rá.

## Politikai karrierje kezdetén

### New York szenátora

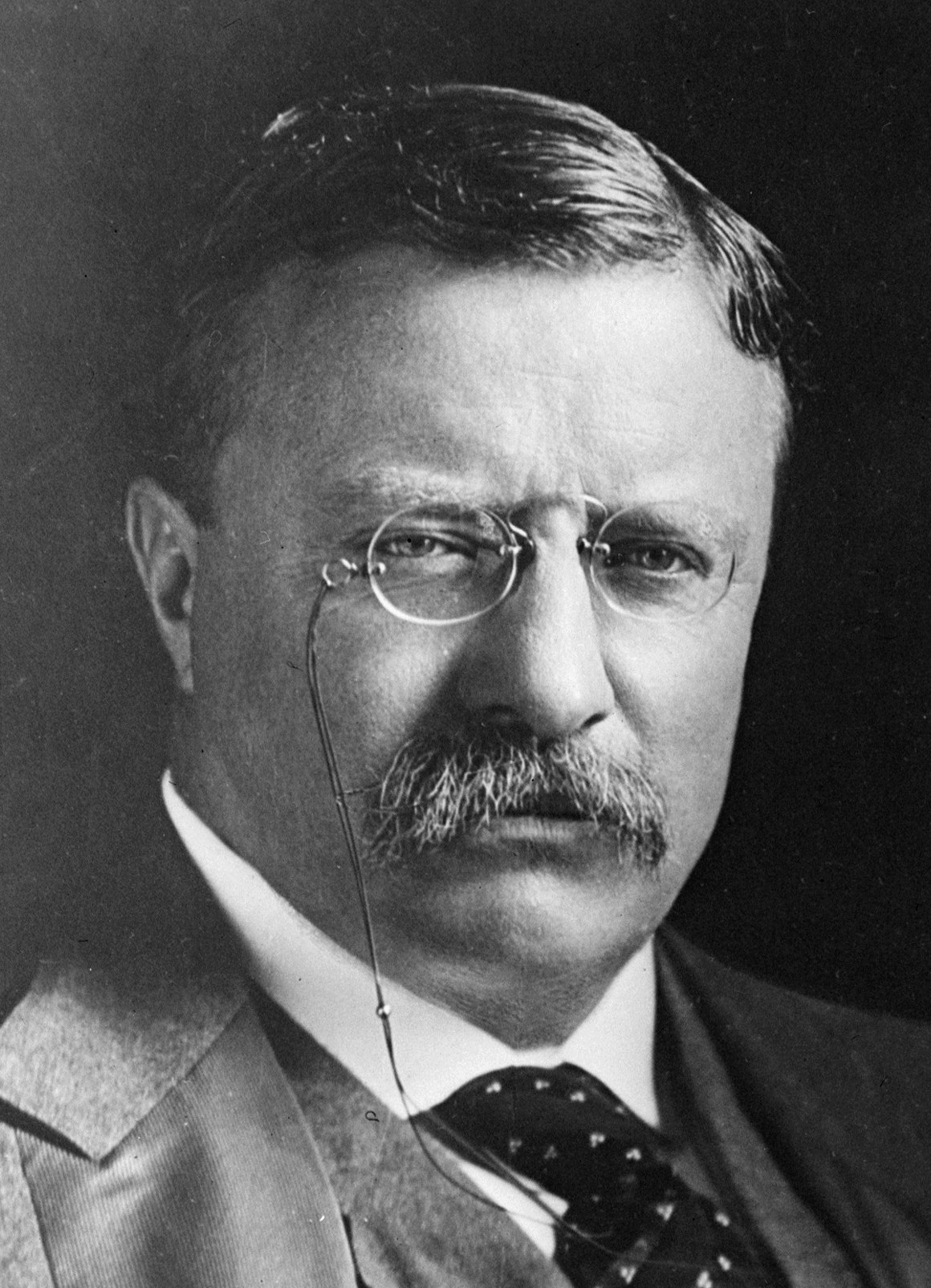
Theodore Roosevelt elnök, Franklin unokatestvére, aki nagy befolyást gyakorolt karrierjére

Roosevelt a jogi karriert – apjához hasonlóan – nem ambicionálta, így barátai biztatására végül úgy döntött, hogy politikai pályára lép. Ötödfokú unokatestvére, a republikánus Theodore iránti csodája ellenére, apjához hasonlóan a Demokrata Párthoz kívánt csatlakozni. Az 1910-es választások előtt a helyi demokraták felkérték Rooseveltet, hogy induljon a New York állami képviselőház helyéért. Akár saját kampányáért is fizethetett volna, mivel Theodore Roosevelt volt elnök – aki szintén indult a választásokon – továbbra is az ország legjelentősebb politikusa maradt, a vonzó Franklin pedig jó reklám volt. Kampánya akkor ért véget, mikor a hivatalban lévő képviselő, a demokrata Lewis Stuyvesant Chanler mégis úgy döntött, hogy újraindul a választáson. Ahelyett, hogy politikai reményeit félre tette volna, Roosevelt az állami szenátust célozta meg. A szenátusi választókerület – amely Dutchess, Columbia, illetve Putnam megyéket foglalta magába – erősen republikánusnak számított. Roosevelt attól tartott, hogy Theodore nyílt ellenállása eredményesen véget vethet kampányának, ám Theodore személyesen bátorította unokatestvére jelölését. Roosevelt saját maga kampányolt a körzetben autómobilt vezetve, miközben ezt akkoriban sokan nem engedhették meg maguknak. Agresszív, hatékony kampánya és a Roosevelt név befolyásának hatására általános meglepetésre megnyerte a választást.
Bár a törvényhozási ülések ritkán tartottak tovább tíz hétnél, Roosevelt úgy kezelte új pozícióját, mint egy teljes munkaidős állást. 1911. január 1-én a „felkelők” egy csoportjának vezetője lett, azon demokrata szenátoroké, akik ellenezték az állami Demokrata Pártot uraló Tammany Hall politikai gépezetet és annak főnökét, Charles Francis Murphyt. Az 1911-es szenátusi választásokon a három hónapos patthelyzetet követően egy nagy tekintélyű bírának, James O’Gorman-nak – akit Franklin elfogadhatónak talált – sikerült legyőznie a Tammany-t. Ezzel Roosevelt frakciója megakadályozta Murphy célját, hogy helyi szövetségese, William F. Sheehan legyen a párt szenátorjelöltje a választáson. Roosevelt hamarosan a New York-i demokraták népszerű alakja lett, bár még a szónoklással akadtak gondjai. Ekkoriban jelentek meg azon korabeli újságcikkek és karikatúrák, amelyek „a Tammany gerincén hideg borzongást” előidéző „Roosevelt második eljövetelét” ábrázolták.
Ismét szembe fordulva a Tammany Hall-lal, Roosevelt támogatta Woodrow Wilson jelöltségét az 1912-es amerikai elnökválasztást megelőző demokrata előválasztáson. Az elnökválasztás hármas küzdelembe torkollott, mivel Theodore Roosevelt kilépett a Republikánus Pártból, hogy harmadik párti jelöltként fellépjen Wilson és az akkori republikánus elnök, William H. Taft ellen. Franklin azon döntése, hogy támogatja Wilsont Theodore ellen a választásokon, elidegenítette a család néhány tagját, bár maga Theodore nem sértődött meg. Wilson a győzelmével 1892 – Cleveland – óta az Egyesült Államok első demokrata elnöke lett. A hastífuszos rohama leküzdése után Louis Howe újságíró széles körű támogatásával Rooseveltet 1912-ben újraválasztották New York állam szenátusának tagjává. A választások után rövid ideig a Mezőgazdasági Bizottság elnökeként szolgált. Nagy erőfeszítést tett a nők és gyermekek munka és szociális jóléti programjainak keresztülvitelére. Gazdasági és munkajogi törvényjavaslatai a húsz évvel későbbi New Deal-politikájának az előhangjai voltak.

### A Haditengerészet helyettes államtitkára

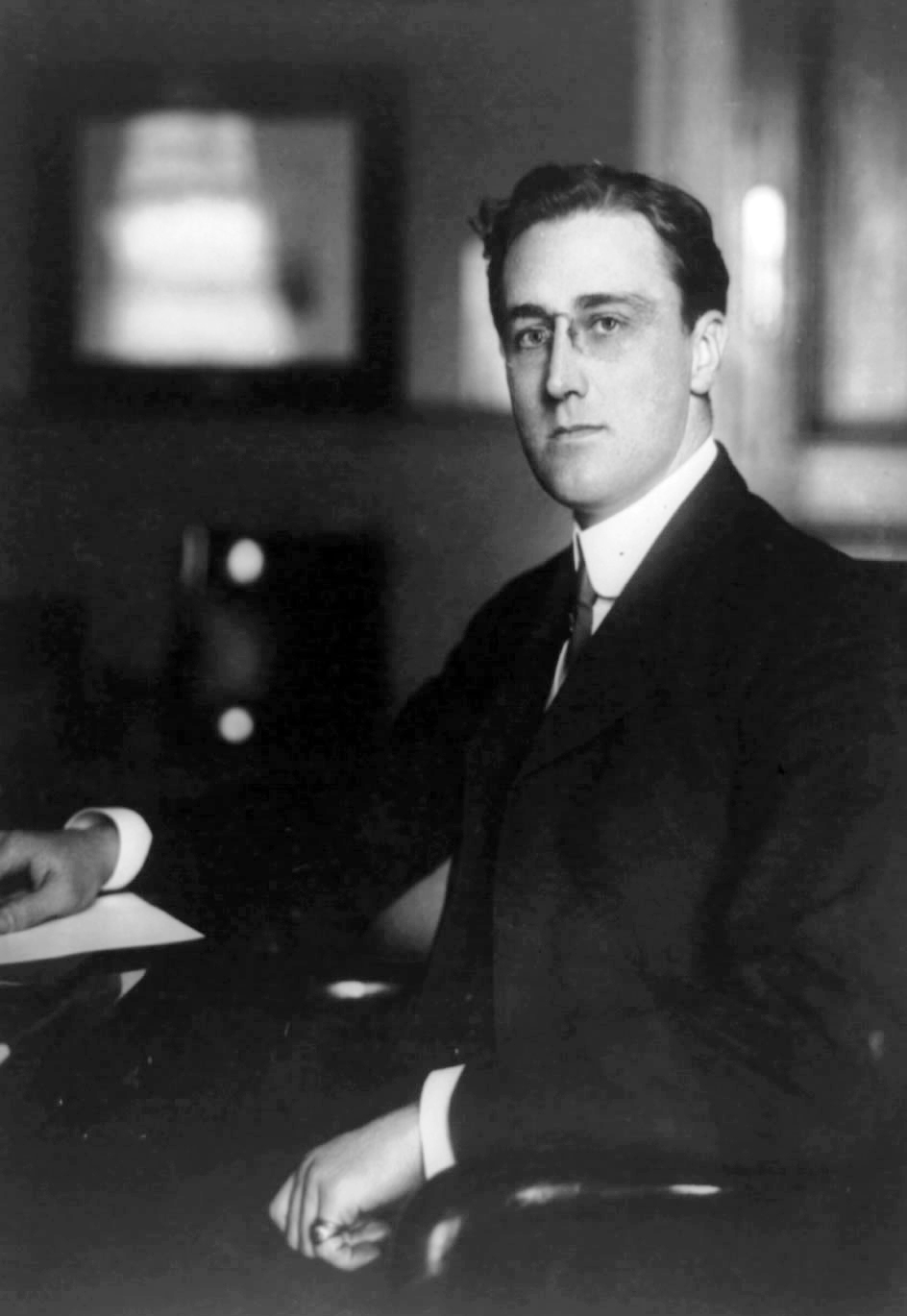
Mint a haditengerészet helyettes államtitkára (1913)

Roosevelt támogatása az 1912-es elnökválasztáson ahhoz vezetett, hogy Woodrow Wilson az elnöki székbe való beiktatásakor, 1913 márciusában, kinevezte a Haditengerészet helyettes államtitkárává, ezzel a Haditengerészeti Minisztérium második legnagyobb tisztviselője lett, Josephus Daniels miniszter után. Roosevelt egész életében vonzalmat érzett a haditengerészet iránt, közel 10 000 haditengerészeti könyvet gyűjtött össze és azt állította, hogy mindet elolvasta. Wilson támogatásával Daniels és Roosevelt egy érdemeken alapuló előléptetési rendszert vezetett be és további reformokat hajtottak végre a haditengerészet autonóm részlegeinek polgári ellenőrzésének kiterjesztése érdekében. Hét éves hivatali ideje alatt nem történt egyetlen sztrájk sem, amely során tapasztalatot szerzett a munkaügyi kérdésekben, a háborús időszak alatti hadvezetésben és logisztikában, amelyeket később elnökként kamatoztatni tudott.  
1914-ben egy rosszul elsült döntést hozott, amikor indult a visszavonult New York-i republikánus szenátor, Elihu Root helyéért. Bár elnyerte William Gibbs McAdoo pénzügyminiszter és Martin H. Glynn kormányzó támogatását, ám fajsúlyos ellenféllel nézett szembe a Tammany által támogatott James W. Gerard személyében a demokrata előválasztáson. Wilson elnök sem tudott segítséget nyújtani, mivel szüksége volt a Tammany erőire a törvényhozás megsegítésére és az 1916-os újraválasztás biztosításáért. Rooseveltet fölényesen legyőzte Gerard, aki viszont elvesztette a választást a republikánus James W. Wadsworth-al szemben. A választásokat követően Roosevelt és a Tammany Hall főnöke, Charles Francis Murphy politikai szövetségesekké váltak.
A szenátusi előválasztáson való vereségét követően újra a haditengerészeti teendőire koncentrált. 1914-ben kitört az első világháború. Roosevelt egyet értett a Felkészülési Mozgalommal (Preparedness Movement), amely támogatta az antant hatalmakat a háborúban és célul tűzte ki az amerikai hadsereg fejlesztését a tartalékos tisztek nyári táboroztatásával, bár ezt Wilson eleinte ellenezte. Miután egy német tengeralattjáró elsüllyesztette az amerikai RMS Lusitania hajót, a Wilson-kormányzat kezdeményezte a haditengerészet fejlesztését. Roosevelt támogatást nyújtott az Egyesült Államok haditengerészeti tartalékának és honvédelmi tanácsának létrehozásához. 1917 áprilisában Németország bejelentette a korlátlan tengeralattjáró hadviselés alkalmazását és több amerikai hajót is megtámadott, majd a Kongresszus – Wilson javaslatára – április 6-án jóváhagyta a Németország elleni hadüzenetet.
Roosevelt kérést intézett az elnökhöz, hogy tengerésztisztként szolgálhasson a fronton, de Wilson ragaszkodott hozzá, hogy továbbra is helyettes államtitkár maradjon. Egy ideig Washingtonban maradt, hogy koordinálja a tengeri hajók és személyzet mozgósítását, ellátását és bevetését. Az Egyesült Államok háborúba való belépését követő első hat hónapban a haditengerészet négyszeresére bővült. 1918 nyarán Európába utazott, hogy ellenőrizze a haditengerészeti létesítményeket és találkozzon a francia és brit tisztviselőkkel. Szeptemberben tért vissza hazájába a USS Leviathan fedélzetén. A 11 napos út alatt a hajón felütötte fejét a spanyolnátha, amely számos utas életét követelte. Roosevelt is nagyon beteg lett a vírustól, tüdőgyulladást is kapott, ám mire a hajó partraszállt New Yorkban, addigra felépült. Németország novemberi kapitulációját követően Daniels-szel felügyelték a tengerésztisztek leszerelését. Többen is nem tudták elképzelni, hogy a flotta valaha is használni fogja a légi közlekedést. Ennek érdekében Roosevelt személyesen rendelte el a haditengerészet repülési osztályainak megőrzését.

### 1920-as kampánya az alelnöki székért

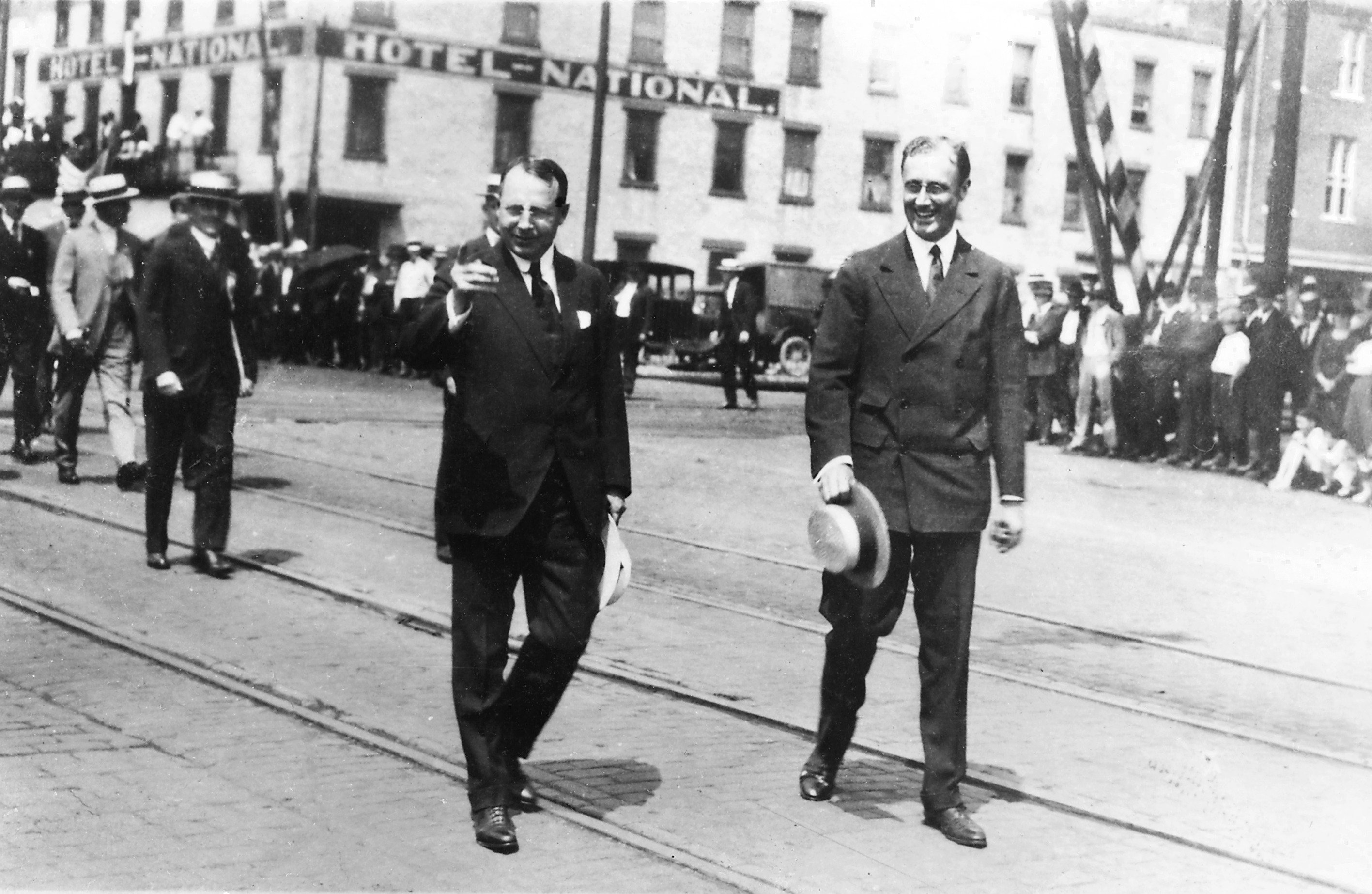
Cox és Roosevelt Ohióban (1920)

Az 1920-as elnökválasztás eredményei

Wilson a második ciklusának vége felé megkívánta őrizni politikai örökségét. Munkatársaival felkeresték Herbert Hoovert, hogy Roosevelttel indulhasson az 1920-as demokrata elnökjelöltségért, ám ez a terv meghiúsult, mivel Hoover nyilvánosan is republikánusnak nyilvánította magát. Miután Ohio kormányzója, James M. Cox elnyerte a Demokrata Párt jelölését az 1920-as elnökválasztásra, Rooseveltet választotta alelnökjelöltjének, majd a párt hivatalosan is közzé tette a jelölést. Az ekkor már 38 éves, 188 cm testmagasságú Roosevelt kiegyensúlyozott, mérsékelt és wilsoniánus jelöltként lépett fel. Lemondott haditengerészeti helyettes államtitkári posztjáról és a kampányolásra koncentrált.
A kampány során Cox és Roosevelt megvédték a Wilson-kormányt és a Nemzetek Szövetségét, mindkettő népszerűtlen volt akkoriban. Végül kikaptak a választáson, a republikánusok jelöltje, Warren G. Harding és Calvin Coolidge mintegy 7 millióval több szavazatot kapott. Roosevelt hamarosan nyilvánosan is elfogadta a vereséget. Az 1920-as kampány során szerzett népszerűsége és kiépített kapcsolatai fontos forrásnak bizonyultak az 1932-es kampányhoz. Az 1920-as választás során történt felesége, Eleanor első nyilvános részvétele, aki Louis Howe segítségével fontos politikai szövetségessé vált.

## Betegsége és visszatérése a politikába
Az elnökválasztás után hazatért New Yorkba, ahol jogot gyakorolt, és a Fidelity and Deposit cég alelnökeként tevékenykedett. Az 1922-es választásokon is igyekezett visszatérni a politikai életbe, de betegsége miatt karrierje kisiklott. Míg családjával 1921 augusztusában a Campobello-szigeten üdült, megbetegedett. Fő tüneteként a láz, a növekvő bénulás, az arcbénulás, a bél- és húgyhólyag diszfunkció, illetve a zsibbadás jelentkeztek. Roosevelt deréktól lefelé lebénult. Diagnosztizálásának eredményeképpen betegsége okaként a járványos gyermekbénulást tartották, de a Texasi Egyetem orvosi osztályának kutatói szerint tünetei a Guillain-Barré-szindrómának felel meg. Egy 2016-os elemzés azonban a járványos gyermekbénulást tartotta valószínűbbnek.

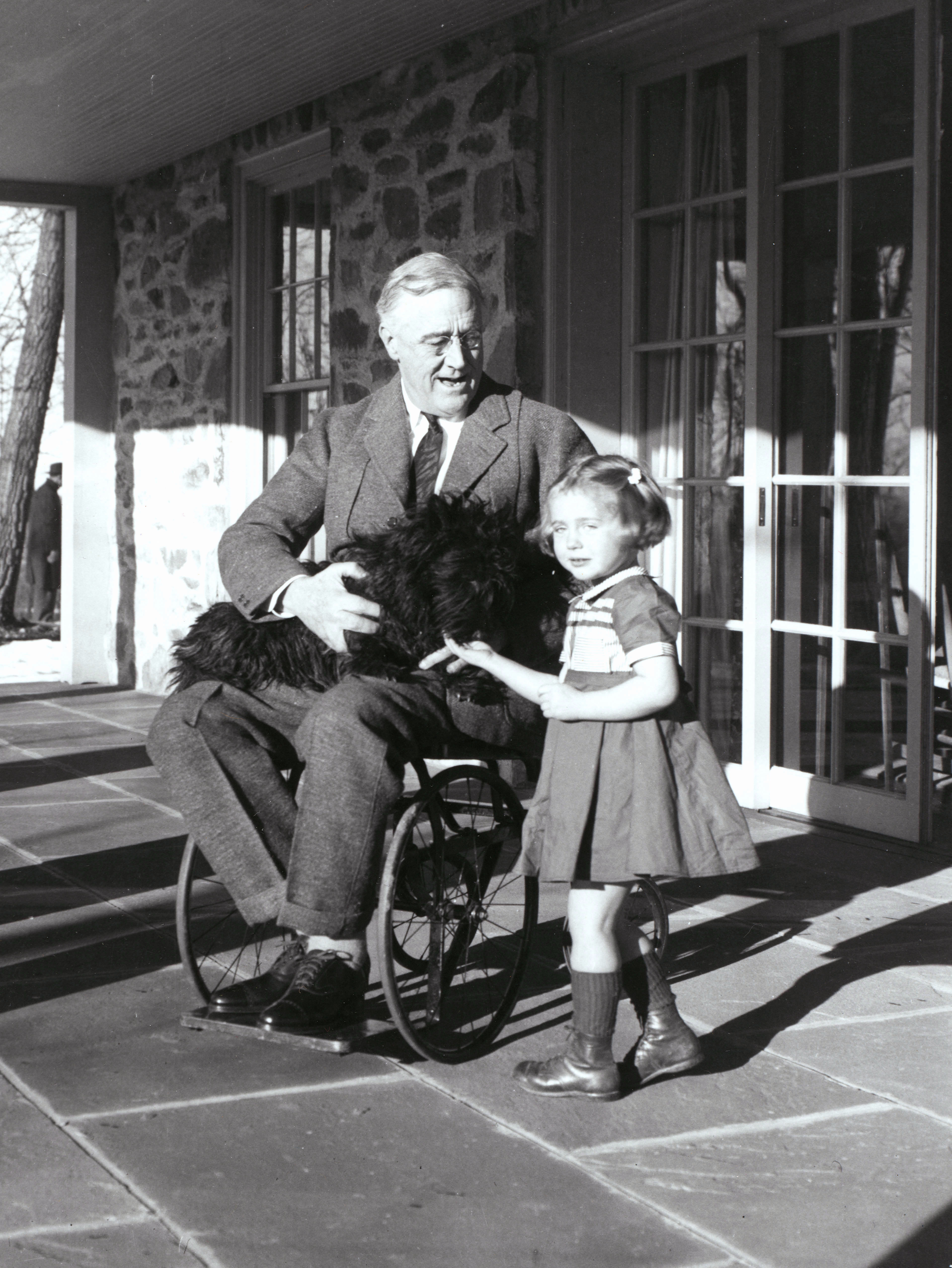
Roosevelt kerekesszékben kutyájával, Falával és Ruthie Bie-val (1941 február)

Közeli barátja és tanácsadója, Louis Howe és Eleanor Roosevelt elhatározták, hogy segítenek Franklinnek folytatni a politikai karrierjét. Kerekesszékbe kényszerült, de magát kényszerítve megtanult rövid távolságokat gyalogolni, számos segédeszközökkel. Rooseveltnek óvatosnak kellett lennie, hogy a nyilvánosság soha ne lássa meg őt kerekesszékben ülve. Ugyanakkor nagy gondot jelentett még a sajtóban való olyan ábrázolások eltávolítása is, amelyek rávilágítanának gyengeségére. Ennek ellenére betegsége azonban elnöksége előtt és alatt is ismertté vált. A nyilvánosság előtt legtöbbször egyenesen állva jelent meg, egyik oldalán egy segéd vagy az egyik fia támogatta.
1925-től kezdődően ideje nagy részét az Egyesült Államok déli részén töltötte, ahol a Larooco nevű lakóhajóján is megszállt. 1926-ban létrehozott egy hidroterápiai központot a georgiai Warm Springsben, melyhez a testgyógyászati személyzetet ő maga toborozta. Örökségének nagy részét a Merriweather Inn megvásárlására fordította. 1938-ban alapította meg a gyermekbénulásban szenvedő betegek meggyógyítása érdekében a National Foundation for Infantile Paralysis-t.
Az 1920-as években tartotta a kapcsolatot a Demokrata Párttal, aktív maradt a New York-i politikában, miközben délen is új kapcsolatokat létesített, különösen Georgiában. Az 1922-es New York-i kormányzóválasztáson Al Smith sikeres kampányának megerősítése érdekében támogatói nyilatkozatot adott ki, amely bizonyította Roosevelt fontos politikai jelentőségét, és ezzel nagy segítséget nyújtott Smithnek. Roosevelt és Smith soha nem bízott meg egymásban, de Smith továbbra is Roosevelt támogatását élvezte. Az 1924-es és az 1928-as demokrata elnökválasztó konvención is beszédet mondott Smith elnökjelöltségéért, az 1924-es beszéd már a közéletbe való visszatérését tükrözte.
1925-ben Smith kormányzó Rooseveltet a Taconic State Park bizottság elnökletével bízta meg. Ebben a posztjában összetűzésbe került a Long Island State Park egyik vezéralakjával, Robert Mosesszel, akit azzal vádolt, hogy a kiemelkedő személyek, köztük Roosevelt nevét használja fel a parkoktól való politikai támogatás elnyerése érdekében, illetve azon dolgozik, hogy megakadályozza Howe kinevezését a Taconic bizottság titkári pozíciójára. Roosevelt 1928 végéig szolgált a bizottságban, és a Moses-szel való vitái a karrierje előrehaladtával folytatódott.

## New York kormányzója

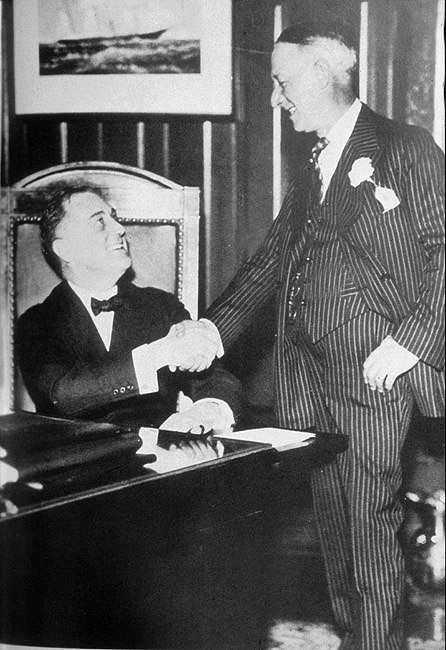
Roosevelt kormányzó és Al Smith

Smith, aki a demokraták jelöltjeként indult az 1928-as elnökválasztáson, felkérte Rooseveltet, hogy ezzel egyidőben elinduljon a New York-i kormányzóválasztáson. Eleinte vonakodott az ötlettől, de végül, mikor a párt vezetői meggyőzték arról, hogy csak ő tudja legyőzni a republikánus kormányzójelöltet, Albert Ottinger főügyészt, beleegyezett, hogy jelölteti magát. Ismét Louis Howe-hoz fordult segítségért, aki elvállalta kampánya vezetését és számos további támogatókat is szerzett számára. A kampányához még Frances Perkins és James Farley is csatlakozott, akik mind fontos politikai munkatársakká váltak. Smith elvesztette az elnökválasztást, Roosevelt pedig 0,62%-kal legyőzte Ottingert, így ő lett az ország legnépesebb államának kormányzója, amely sok esélyt adott neki a következő elnökválasztáson való jelöltséghez.
1929. januári hivatalba lépését követően egy sor vízerőmű építését javasolta és a mezőgazdasági válság kezelésére törekedett. Roosevelt úgy döntött, hogy elbocsájtja a Robert Moses-hez hasonló Smith-párti politikusokat, melynek következményeképpen Roosevelt és Smith kapcsolata megromlott. Eleanor Roosevelt kötelességtudóan a kormányzó feleségeként szolgált és fontos politikai szövetséget kötött Franklinnal. 1929 októberében a New York-i tőzsde összeomlott és kezdetét vette a nagy gazdasági világválság. Herbert Hoover elnök és számos más állami kormányzó úgy vélte, hogy a válság nem sokára elcsendesül, de Roosevelt látta a helyzet súlyosságát és számos foglalkoztatási bizottságot hozott létre. Ő volt az első olyan kormányzó, aki nyilvánosan is támogatta a munkanélküliek segélyezését.
1930 májusában indította el újraválasztási kampányát, ahol a mezőgazdaság fejlesztését, a munkanélküliek támogatását és az idősek nyugdíjának biztosítását ígérte. Republikánus ellenfele nem tudta leküzdeni a közvélemény kritikáját a Republikánus Párttal szemben a gazdasági válság idején és Roosevelt 23%-kal több szavazatot gyűjtött, így beiktatták második ciklusába. Mivel a Hoover-kormányzat ellenezte a gazdasági válság közvetlen kezelésére irányuló javaslatait, Roosevelt kormányzó gazdasági segélycsomagot javasolt és az Ideiglenes Sürgősségi Segélyezési Igazgatóság létrehozását. A bizottság – amelyet először Jesse Straus, majd Harry Hopkins vezetett – 1932 és 1938 között New York lakosságának több mint egyharmadának nyújtott financiális támogatást. Roosevelt emellett nyomozást indított egy New York-i korrupciós ügy felderítésének érdekében, amely a Seabury Bizottság felállítását eredményezte. Roosevelt nyitotta meg az 1932-es téli olimpiát Lake Placidban.

## 1932-es megválasztása

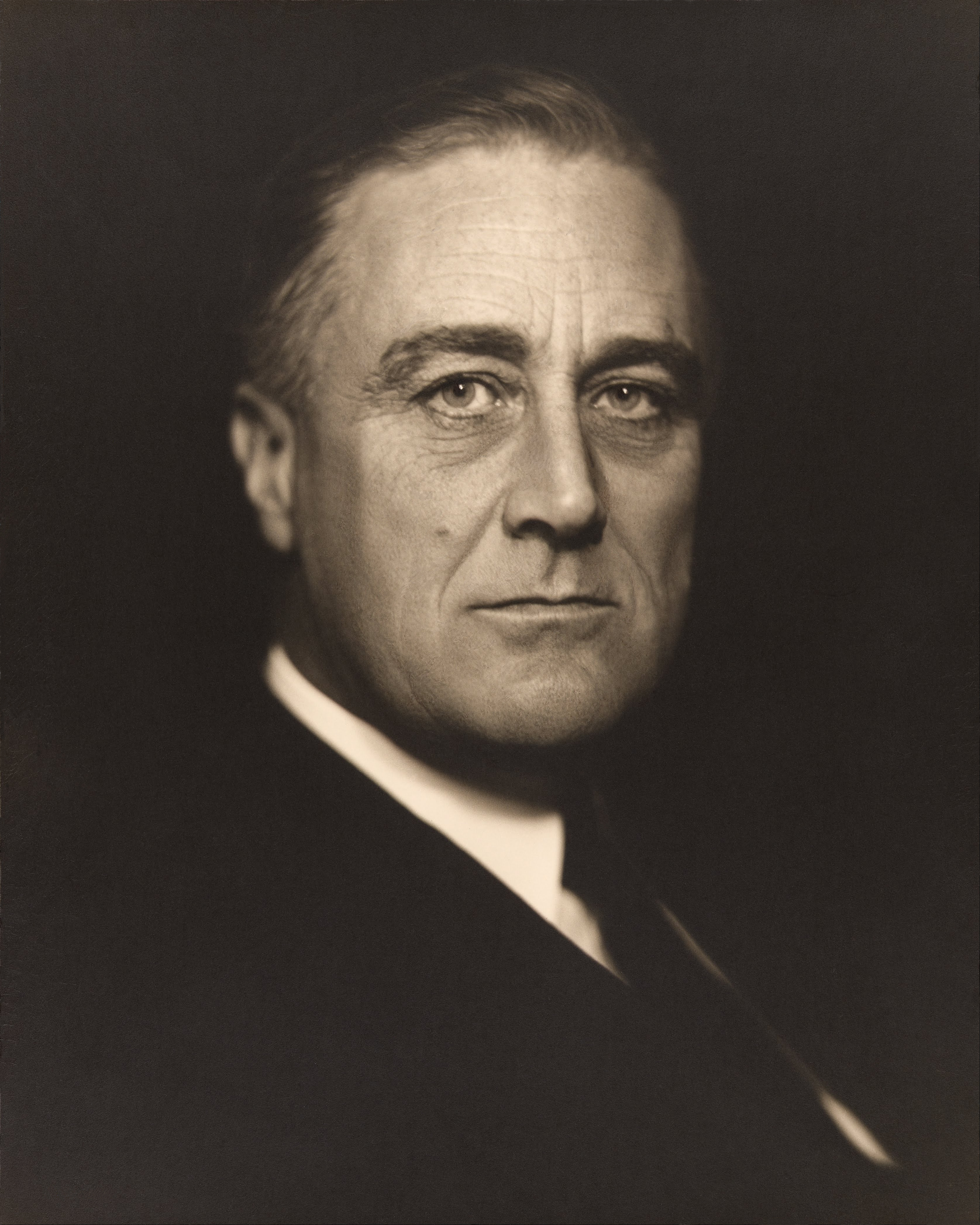
Roosevelt 1932-ben

Az 1932-es elnökválasztás közeledtével megalakult kampánycsapata Howe vezetésével. A nagy gazdasági világválság hatására sok demokrata azt remélte, hogy Wilson óta 1932-ben fogják megválasztani az első pártbéli elnököt. Roosevelt kormányzóvá való újraválasztása a demokrata elnökjelöltség elnyerésének reményét erősítette. Összehívta a Wilson-kormányzat korábbi progresszív támogatóit, miközben számos konzervatívhoz is segítségért fordult és a déli államok vezető jelöltjévé nyilváníthatta magát. Jelölése ellen az észak-keleti konzervatívok, köztük Al Smithszel az élen, léptek fel. Smith azt szerette volna elérni, hogy megakadályozza Rooseveltet a kétharmados támogatás megszerzésétől, amely az elnöki jelölés elnyeréséhez kellett a chicagói Demokrata Nemzeti Konvención, majd több forduló után konszenzusos jelöltként kívánt fellépni. Roosevelt a demokrata előválasztásokon elért sikerei eredményeképpen regisztrálhatta magát a konvención. A konvenció első elnöki szavazásakor megkapta a szavazatok több mint a felét, de kevesebb mint a kétharmadát, ezzel jóval többet, mint a második helyen végző Smith. A negyedik fordulóban – nem sokkal azután, hogy John N. Garner, a harmadik jelölt Roosevelt mellé állt – megszerezte a jelölést. Roosevelt kevés beleszólásával Garnert választották alelnökjelöltjévé. A siker hírére New Yorkból elrepült a konvencióra és személyesen is elfogadta a jelölést, így ő lett a Demokrata Párt elnökjelöltje.  

Az 1932-es elnökválasztás eredményei

A jelöltség elfogadásáról való beszédében ezt jelentette ki: „Fogadom, hogy új irányvonalat ajánlok az amerikai népnek… Ez több, mint egy politikai kampány”. Roosevelt értékpapír-szabályozást, vámcsökkentést, a gazdaság fejlesztést, a közmunkák növelését és egyéb kormányzati intézkedéseket ígért a nagy gazdasági világválság kezelése érdekében. A konvenciót követően számos progresszív republikánus támogatását nyerte el, köztük volt Hiram Johnson és Robert La Follette is. A Demokrata Párt konzervatív szárnyával is kibékült és még Al Smitht is rávették, hogy támogassa Rooseveltet. Mindeközben, a republikánus jelölt, Herbert Hoover elnök ellen tüntető Bonus Army veterán csoport fellépése tovább csorbította az elnök népszerűtlenségét.
A november 8-án tartott elnökválasztáson Roosevelt megnyerte a szavazatok mintegy 57%-át és hat kivételével mindegyik államot behúzta. A győzelem a New Deal koalíció létrehozását jelentette, amely átalakította az amerikai politikát és elindította azt, amit a történészek „ötödik pártrendszernek” neveznek. 1860 és 1931 között a demokraták ritkán vették át a Kongresszus mindkét házának irányítását és a 18 elnökválasztásból csak 4-et nyertek meg, ám 1932 és 1979 között a 12-ből nyolcat megnyertek és ekkor általában a kongresszus mindkét házát vezették.

## Elnöksége

Roosevelt beiktatásakor Herbert Hoover távozó elnökkel

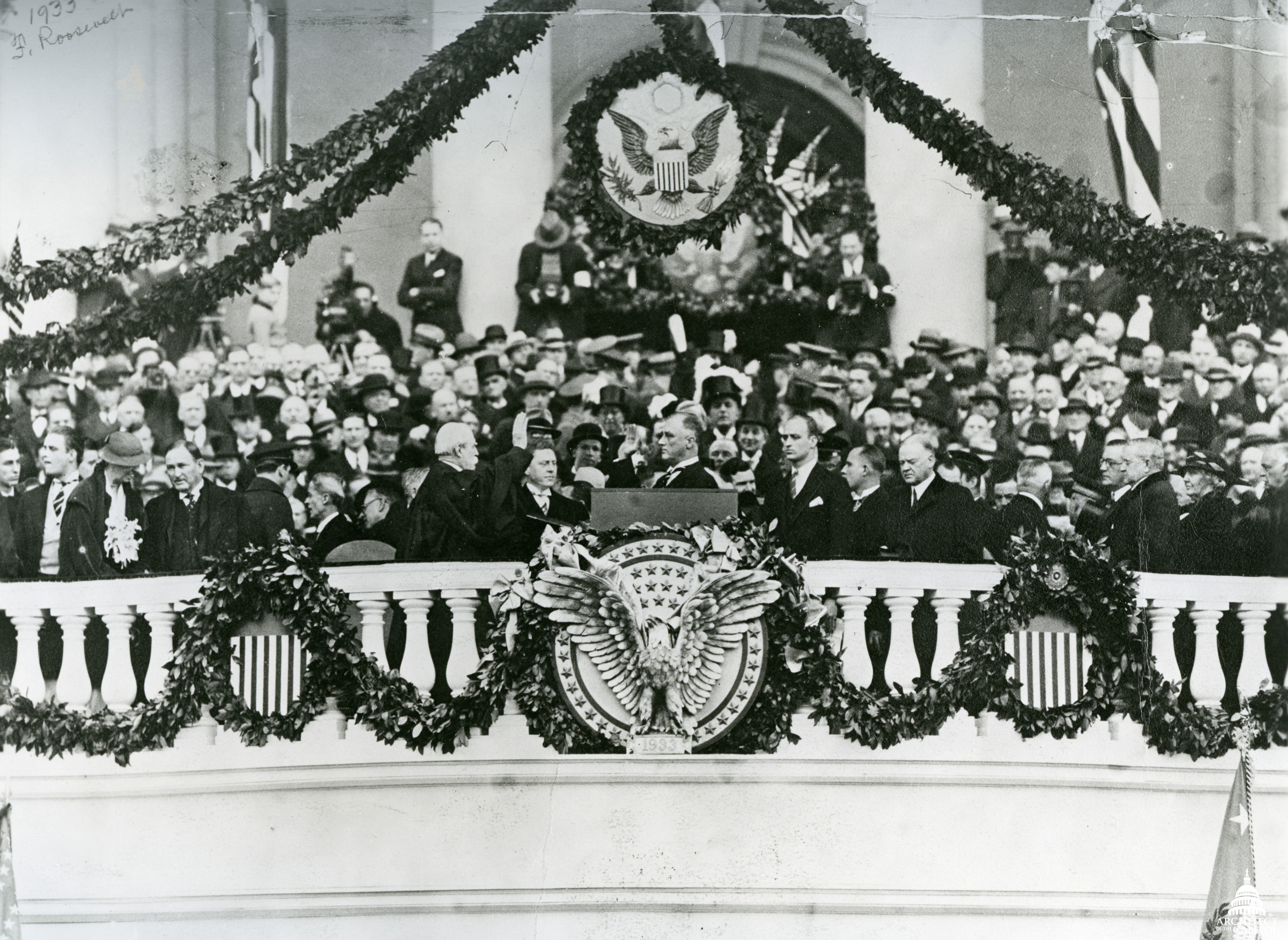
Roosevelt leteszi az elnöki esküt

Rooseveltet 1932 novemberében választották meg, de elődeihez hasonlóan a következő év március 4-én iktatták be az elnöki hivatalába. A választások után Herbert Hoover elnök megpróbálta meggyőzni, hogy mondjon le programjáról és támogassa a Hoover-kormányzat politikáját, ám Roosevelt erre nem volt hajlandó, azt állítva, hogy Hoovernek minden hatalma megvan arra, hogy szükség esetén cselekedjen. Hoover mandátumának végéig a gazdaság lefelé ívelt és a bankrendszer közel állt a teljes összeomláshoz országos szinten. Roosevelt az átmeneti időszakot a kabinet felállítására használta ki és Howe-t nevezte ki kabinetfőnökének, a munkaügyi minisztérium vezetésével Frances Perkinst bízta meg. A Roosevelthez közel álló republikánust, William H. Woodint pénzügyminiszterré, Cordell Hullt külügyminiszterré és további két progresszív republikánust, Harold L. Ickes-t és Henry A. Wallace-t belügyminiszterré illetve mezőgazdasági miniszterré nevezte ki. 1933. február 15-én éjszaka sikertelen merényletet követett el ellene egy amerikai bevándorló, Giuseppe Zangara, aki „minden uralkodó iránti gyűlöletét” fejezte ki. Zangarának nem sikerült lelőnie Rooseveltet, helyette a mellette ülő Anton Chermak chicagói polgármestert halálosan megsebesítette.

### Első és második terminus
Beiktatása és hivatali esküje letételekor az USA történetének legsúlyosabb recessziójának mélypontján találta magát. Óriási volt a munkanélküliség, a mezőgazdasági termények árai 60%-ot zuhantak, az ipari termelés 1929 óta több mint a felére esett vissza, illetve az országban mintegy kétmillió ember élt fedél nélkül. Március 4-én este a 48 tagállamból 32 kénytelen volt bezártatni bankjait. Roosevelt a válság kezelése érdekében rádióbeszédek sorozatát tartotta, ahol bemutatta javaslatait az amerikai közvélemény számára.

#### Első New Deal (1933-1934)
Hivatalának második napján négy napos országos munkaszüneti napot jelentett be, majd a március 9-i napra a Kongresszus rendkívüli ülésének összehívását kezdeményezte. A Kongresszus elfogadta a Hoover-kormány és a Wall Street-i bankárok által kidolgozott banki törvényt, amely felhatalmazta az elnököt a bankok megnyitásának és bezárásának meghatározására. Amikor március 15-én a bankok újból megnyíltak, a részvényarányok 15%-kal emelkedtek, a bankbetétek meghaladták a visszavétel mértékét, ezzel véget vetve az általános bankpániknak. Roosevelt március 22-én írta alá a Cullen-Harrison törvényt, amely gyakorlatilag véget vetett a Wilson elnök idején bevezetett szesztilalomnak.  
Roosevelt elnök számos olyan kormányügynökséget létesített, melyeknek célja a munkanélküliek és a rászorulók megsegítése volt. Ezek közé tartozott például a Harry Hopkins vezetése alatt álló, az állami kormányoknak támogatást nyújtó Szövetségi Sürgősségi Segélyszolgálat (FERA), vagy a Harold Ickes belügyminiszter vezette Közmunkaügyi Hivatal (PWA), amely kezdeményezte a nagyszabású gátak, hidak és iskolák építését, ezzel nőtt a közmunkahelyek száma. A legnépszerűbb az összes New Deal-ügynökségek közül – egyben Roosevelt kedvence – a Polgári Természetvédelmi Testület (CCC), mely mintegy 250 000 munkanélküli fiatal férfinak biztosított állást. Roosevelt még egy Hoover-i vállalatot is kibővített a vasutak és az ipar talpra állítása érdekében, emellett kiemelt fontosságúvá tette a mezőgazdaság fejlesztését és ebben a kategóriában is több program létrehozásáért fáradozott.
Az 1933-as Országos Ipari Helyreállítási törvény (NIRA) célja a gazdaság megreformálása volt. Arra törekedett, hogy véget vessen az erőszakos versenyeknek azáltal, hogy arra kényszerítette a különböző szereplőket, hogy működési szabályokat hozzon létre az egyes iparágakon belüli valamennyi vállalkozásra vonatkozóan, mint például a minimálárak, a versenytilalmi megállapodások és a termelési korlátozások. Az iparági vezetők és a NIRA tisztviselői tárgyaltak a szabályokról, melyek az egyes iparágokon belül béremelést és az előnytelen gazdasági versenyek felfüggesztését indítványozták elő. A NIRA-t a Legfelsőbb Bíróság 1935 májusában hozott egyhangú határozatával alkotmányellenesnek nyilvánította, e döntés ellen Roosevelt határozottan tiltakozott. Az elnök a Glass-Steagall banki törvénnyel megreformálta az ország pénzügyi szabályozási struktúráját, létrehozva a Szövetségi Betétbiztosítási Társaságot (FDIC) a takarékbetétek fedezésére. 1934-ben az Értékpapír- és Tőzsdebizottságot a kereskedelem szabályozására, míg a Szövetségi Kommunikációs Bizottságot a távközlés szabályozására hozták létre.
A NIRA mintegy 3,3 milliárd dollárt költött a közmunkák biztosítására. Roosevelt George W. Norris szenátor segítségével létrehozta az amerikai történelem legnagyobb kormányzati tulajdonú ipari vállalkozását, a Tennessee-völgyi Erőmű-felügyeletet (TVA), amely gátak és erőművek építésére, valamint a mezőgazdaság fejlesztésére nyújtott támogatást a szegénység sújtotta Tennessee-völgyben. Az elnök ugyanakkor aláírta 6102-es elnöki rendeletet, amely minden állampolgár számára kötelezővé tette az aranytömbök, aranyérmék, és aranyopciók azonnali, dollárra történő átváltását az Egyesült Államok kincstárának és az ár 20 unciáról 35-re emelkedett. A cél a gazdaságot bénító defláció megakadályozása volt.
Roosevelt azáltal akarta betartani a kampánya során mondott ígéretét, hogy csökkentette az állami költségvetést – beleértve a katonai kiadások csökkentését 752 millióról 531 millió dollárra, illetve 40%-kal csökkentette a veteránok ellátására fordított összegeket is. Mintegy 500 000 veteránt és özvegyet eltávolított a nyugdíjlistáról, csökkentette az állami alkalmazottak fizetését és a kutatásra, oktatásra szánt összeget. De a veteránok jól szervezettek voltak és erősen tiltakoztak, minek hatására a legtöbb juttatásaikat visszakapták 1934-re. Az olyan veterán csoportok, mint az Amerikai Légió, vagy a Külföldi Háborúk Veteránjai megnyerték kampányukat, mely szerint az 1945-ös évre megszavazott juttatásaikat azonnali hatállyal készpénzre váltsák, a Kongresszus felülbírálta ugyanis az elnök vétóját és 1936 januárjában elfogadta a bónusztörvényt.

#### Második New Deal (1934-1935)

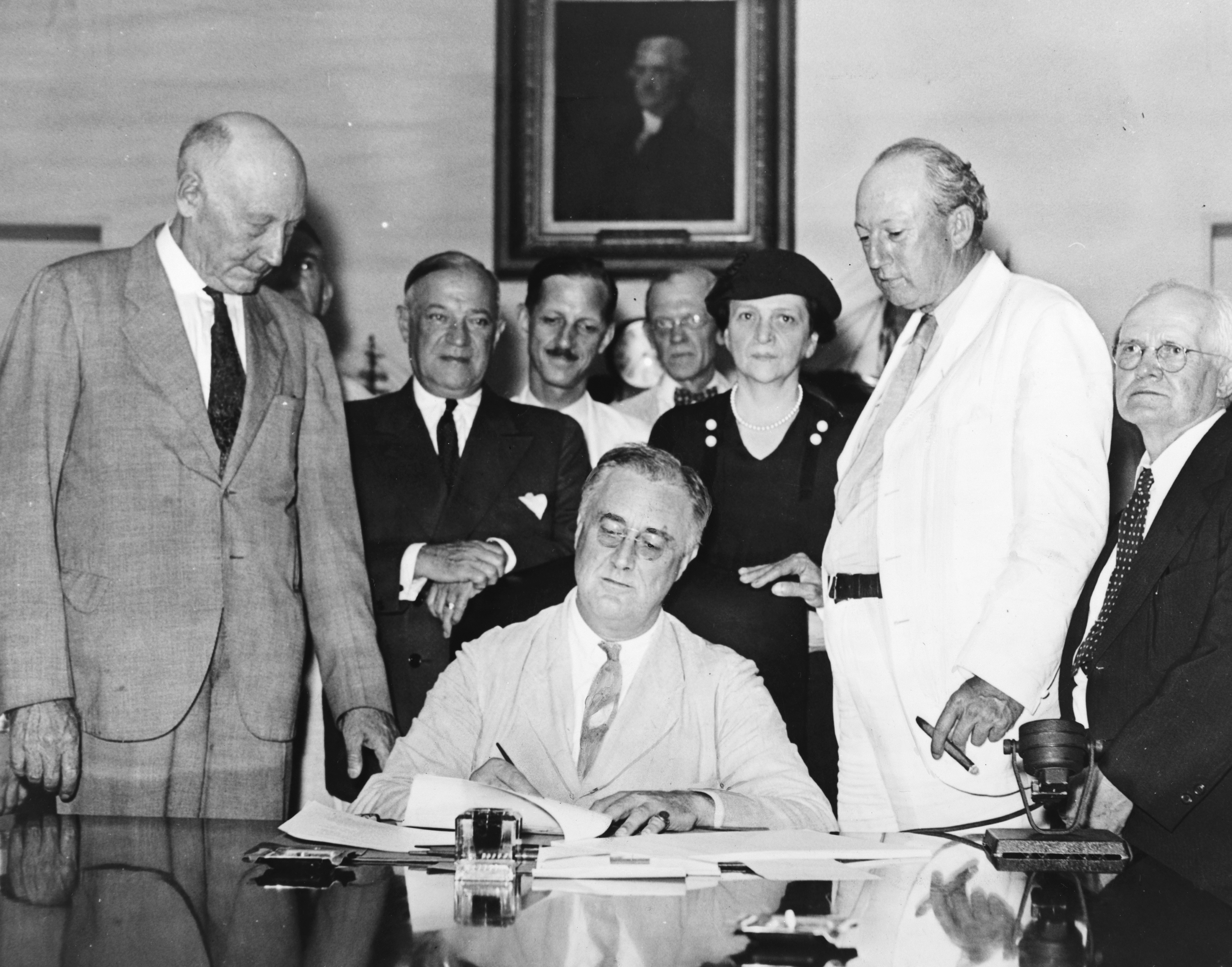
Roosevelt aláírja a társadalombiztosítási törvényt 1935. augusztus 14-én

Roosevelt arra számított, hogy pártja az 1934-es kongresszusi választásokon rosszul fog szerepelni, ám a demokraták a Kongresszus mindkét házában többséget szereztek. A 74. kongresszus időszakában az elnök napirendjének első pontja egy társadalombiztosítási program létrehozása volt. Ezzel a törvénnyel (Social Security Act) megszületett a társadalombiztosítás intézménye az Egyesült Államokban, amely támogatást nyújtott az időseknek, a szegényeknek és a betegeknek. A nyugat-európai országok szociális biztonsági rendszereivel összehasonlítva az 1935-ös Social Security Act meglehetősen konzervatív és visszafogott volt. Ez az első olyan alkalom, hogy a szövetségi kormány vállalta a felelősséget a munkanélküliek, az eltartott gyermekek és fogyatékkal élők támogatásához. Roosevelt szándéka ellenére a törvény csak a munkaerő arányának kb. 60%-ára vonatkozott, mivel a mezőgazdasági termelőket, a háztartási alkalmazottakat és egyéb más csoportokat kizártak.  
Roosevelt konszolidálta a különféle segélyszervezeteket. Miután elnyerte a kongresszusi engedélyt a segélyek további finanszírozására, létrehozta a Works Progress Administration-t (WPA). Harry Hopkins vezetése alatt a WPA fennállásának első évében több mint hárommillió embert alkalmazott. A WPA számos építési munkát vállalt és támogatást nyújtott az Országos Ifjúsági Hivatal és számos más művészeti szervezetek számára.

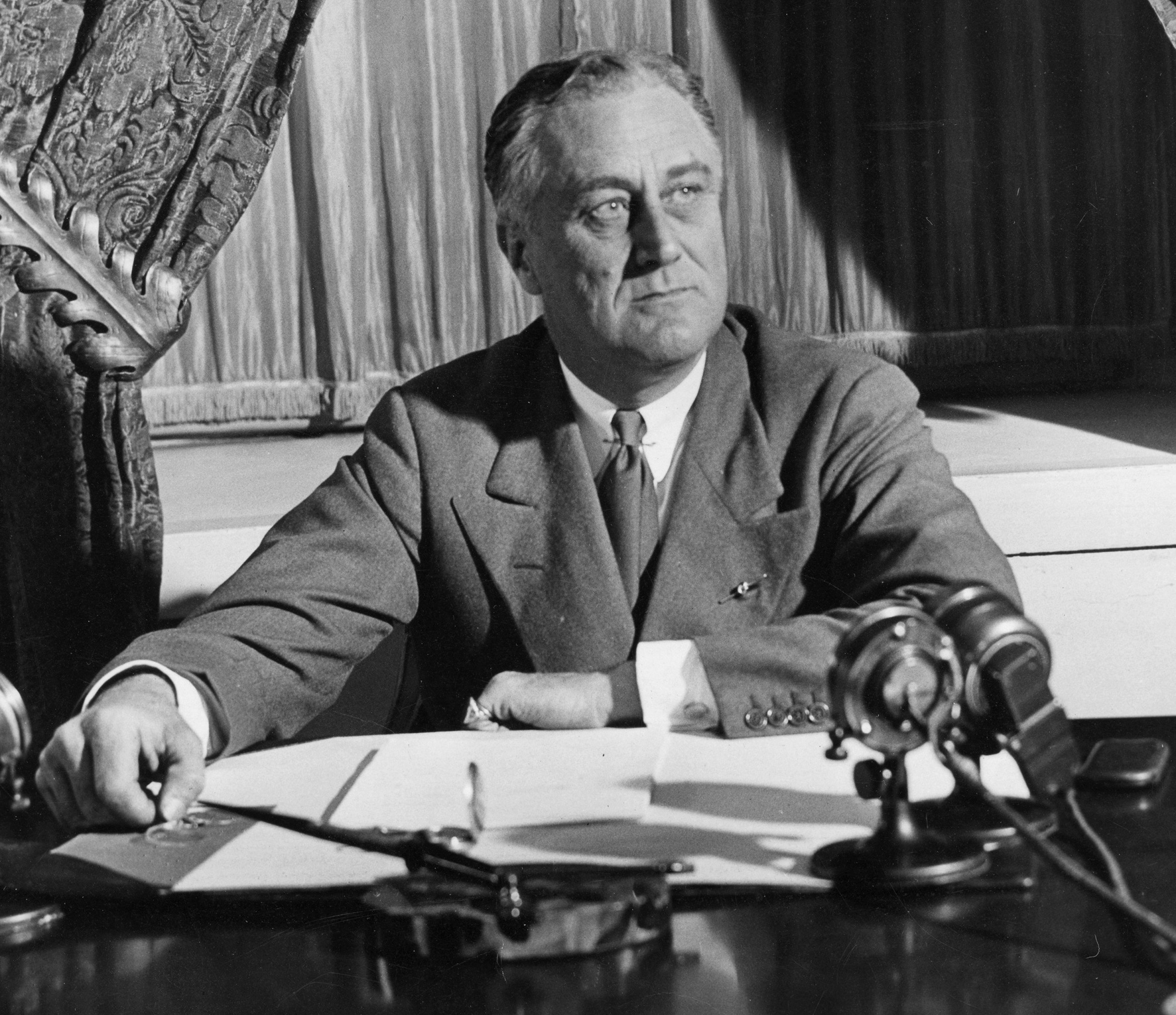
Roosevelt gyakran rádiókon keresztül mutatta be programjait az amerikaiaknak

Robert Wagner szenátor írta meg az Országos Munkaügyi Kapcsolatok Törvényét, amely biztosította a munkavállalók számára a kollektív tárgyalások jogát az általuk választott szakszervezeteken keresztül. A törvény létrehozta az Országos Munkaügyi Kapcsolatok Tanácsát (NLRB), hogy megkönnyítse a bérmegállapodásokat és elnyomja az ismétlődő bérfeszültséget. A Wagner-törvény nem kötelezte a munkáltatókat arra, hogy megállapodásra jussanak alkalmazottjaikkal, de lehetőséget nyitott az amerikai munkaerő számára. Az eredmény a szakszervezeteken belüli tagság óriási növekedése volt, különösen a tömegtermelési ágazatban. Amikor a flinti ülősztrájk veszélyeztette a General Motors gyártását, Roosevelt szakított a korábbi elnökök által felállított precedenssel és nem volt hajlandó beavatkozni, a sztrájk végül a General Motors és az amerikai autóipar riválisainak egyesítéséhez vezetett.
Míg az első New Deal a legtöbb ágazattól széles körű támogatást kapott, a második New Deal kihívást jelentett az üzleti közösség számára. Az Al Smith vezette konzervatív demokraták visszavágtak az Amerikai Szabadság Ligájával, vadul támadták Rooseveltet és Marxszal, illetve Leninnel helyezték őt egy platformra. Azonban Smith vehemens, kompromisszumot kizáró támadásai és féktelen, dühös retorikája lehetővé tette Roosevelt számára, hogy elszigetelje ellenfeleit és azonosíthassa őket a New Deal-t ellenző gazdasági elit érdekeivel. Ezzel szemben a Wagner-törvény által megerősített szakszervezetek több millió új tagot szerződtettek, akik Roosevelt újraválasztásainak fő támogatói lettek.
James M. Burns életrajzíró szerint Roosevelt politikai döntéseit inkább a pragmatizmus vezérelte és „olyan volt, mint egy gerillahadsereg tábornoka”. Roosevelt úgy vélte, hogy egy véletlenszerű módszertanra van szükség. „Az ország nehéz helyzetben van, és ha nem tévesztem össze az indulatait, az ország merész, kitartó kísérleteket követel” – írta. „Ide józan ész kell, hogy válasszon egy módszert és kipróbálja, ha ez megbukik, akkor ismerje el őszintén és próbáljon meg egy másikat. De mindenképpen próbáljon meg valamit.”

#### 1936-os újraválasztása

Az 1936-os elnökválasztás eredményei

1936-ban ugyan nyolcmillióan maradtak munkanélküliek, a gazdaság 1932 óta sokat fejlődött, és Roosevelt széles körben népszerű volt. Huey Long louisianai szenátor és támogatóinak kísérlete a Demokrata Párt baloldali alternatívájának megszervezésére Long 1935-ös meggyilkolása után összeomlott. Roosevelt az 1936-os Demokrata Nemzeti Konvención kevés ellenállással nyerte el a párt újbóli jelölését, míg szövetségesei elfojtották a déliek ellenállást úgy, hogy eltörölték azt a régóta érvényben lévő szabályt, amely a demokrata elnökjelöltnek a küldöttek kétharmadának szavazatát követelte meg. A republikánusok a kansasi kormányzót, Alf Landont jelölték, egy köztiszteletben álló, meghitt jelöltet, akinek esélyeit tovább rontotta a még mindig népszerűtlen Herbert Hoover újbóli felbukkanása. Míg Roosevelt a New Deal programjaival kampányolt és továbbra is Hoovert támadta, Landon olyan szavazókat akart megnyerni, akik jóváhagyták a New Deal céljait, de nem értettek egyet annak végrehajtásával.
Az elnökválasztást Landon ellen végül Roosevelt nyerte meg a szavazatok 60,8%-ával és Maine, illetve Vermont kivételével minden államot magával vitt. A demokraták a Kongresszusban is növelték többségüket, a szenátusban és a képviselőházban is háromnegyedes többséget szerezve. A választások során a New Deal koalíció is megszilárdult, míg a demokraták elvesztették szövetségeseik egy részét (pl. nagyvállalatok), helyüket olyan csoportok vették át, mint a szervezett munkaerő és az afroamerikaiak, akiknek többsége a polgárháború óta először szavazott demokrata jelöltre. Roosevelt ugyan elvesztette a magas jövedelmű szavazókat, különösen az üzletembereket és a szakembereket, de jelentős nyereséget ért el a szegények és a kisebbségek körében. A szavazók társadalmi és etnikai megoszlását illetően, zsidók 86%-a, a katolikusok 81%-a, a szakszervezeti tagok 80%-a, a déliek 76%-a, az északi városokban a feketét 76%-a, illetve a segélyben részt vett emberek 75%-a választotta őt. A hivatalban lévő elnökre az ország 106 városából 102 szavazott rá.

#### A Legfelsőbb Bíróság harca és a második ciklus jogszabályai
A második ciklus során Roosevelt elsődleges belpolitikai fókusza a Legfelsőbb Bíróság lett, mivel az számos programját megdöntötte, köztük a NIRA-t is. A bíróság konzervatívabb tagjai betartották a Lochner-korszak alapelveit, mely szerint több gazdasági szabályozást is eltöröltek. Roosevelt 1937-es bírósági eljárások reformjáról szóló törvényjavaslata lehetővé tette volna számára, hogy minden 70 év feletti hivatalban lévő bíró számára további bírókat nevezzen ki, 1937-ben hat 70 év feletti legfelsőbb bírósági bíró volt. A Bíróság kilenc tagból állt az 1869-es igazságszolgáltatási törvény elfogadása óta és az amerikai történelem folyamán a Kongresszus még hat alkalommal módosította a bírák számát. Roosevelt javaslata heves politikai ellenállásba ütközött saját pártja részéről, Garner alelnök vezetésével, mivel ez felborította volna a hatalmi ágak szétválasztását. Mind a liberálisok, mind a konzervatívok ellenezték a törvényjavaslatot, Charles E. Hughes főbíró pedig szakított azzal a példával, mely szerint támogatná a javaslat ellenzését. A törvényjavaslat elfogadásának esélye Joseph T. Robinson szenátusi frakcióvezető 1937 júliusi halálával ért végett.
A Legfelsőbb Bíróság az 1937-es West Coast Hotel Co. v. Parrish nevű határozatával már kedvezőbben kezdte szemlélni a gazdasági szabályzásokat. Roosevelt ugyanebben az évben nevezett ki először bírót és 1941-re a kilenc bíróból hetet ő nevezett ki. A Parish után a Bíróság a gazdasági szabályozások bírósági felülvizsgálatára fókuszált a polgári szabadságjogok védelme érdekében. Roosevelt által kinevezett négy bíró, Felix Frankfurter, Robert H. Jackson, Hugo Black és William O. Douglas különösen nagy hatással voltak a Bíróság ítélkezési joggyakorlatának átalakítására.
Roosevelt 1937-es bírósági eljárási reformról szóló törvényjavaslatának kudarcát követően a konzervatív demokraták a republikánusokkal csatlakoztak a New Deal további programjainak végrehajtásának megakadályozásához. Rooseveltnek sikerült elfogadnia még néhány jogszabályt, köztük az 1937-es lakásügyi, a második mezőgazdasági szabályozási törvényeket és az 1938-as Tisztességes Munkaerői Életszínvonal Törvényét (FLSA), amely a New Deal-törvények utolsó jelentős része volt. A FLSA betiltotta a gyermekmunkát, szövetségi minimálbért alapított meg és előírta, hogy a heti negyven órát meghaladó munkavégzők számára túlórát vezetnek be. Az 1939-es átszervezési törvény elfogadását is elnyerte, majd létrehozta az Elnöki Végrehajtó Hivatalt, amely „a szövetségi közigazgatási rendszer idegközpontja” lett. Amikor a gazdaság 1937 végén ismét romlani kezdett, Roosevelt 5 milliárd dollárt kért a Kongresszustól a segélyezések és a közmunkák finanszírozására. Ez végül 1938-ra 3,3 millió WPA-munkahelyet tudott létre hozni. A WPA keretében megvalósított programok az új szövetségi bíróságoktól és postáktól a nemzeti parkok, hidak és egyéb infrastruktúrák létesítményeiig, valamint építészeti felmérésekig és régészeti ásatásokig terjedtek – a létesítmények építésére és a fontos erőforrások megőrzésére irányuló beruházásokig. Ezen túl Roosevelt azt javasolta, hogy egy különleges kongresszusi ülést csak egy állandó országos mezőgazdasági törvény és egy közigazgatási átszervezés biztosíthatja. Burns szerint ez a kísérlet azt illusztrálta, hogy az elnök képtelen volt dönteni egy alapvető gazdasági programról.
Annak érdekében, hogy elfojtsa a konzervatív demokraták ellenállását a Kongresszusban, Roosevelt részt vett az 1938-as demokrata előválasztásokon, aktívan kampányolt a kihívókért, akik jobban támogatták a New Deal reformjait. Az elnök súlyos kudarcot vallott, csak egy New York-i konzervatív demokratát sikerült legyőznie. Az 1938 novemberi választásokon a demokraták hat szenátusi és 71 képviselőházi mandátumot vesztettek el. Amikor a Kongresszus 1939-ben újra összeült, Robert A. Taft szenátor vezetésével a republikánusok konzervatív koalíciót hoztak létre a déli demokratákkal, amely gyakorlatilag véget vetett Roosevelt azon képességének, hogy megvalósítsa a hazai javaslatait. Annak ellenére, hogy ellenezték belpolitikáját, számos konzervatív kongresszusi képviselő döntő támogatást nyújtott Roosevelt külpolitikájának a második világháború előtt és alatt is.

#### Roosevelt és a természetvédelem
Roosevelt egész életében érdeklődött a környezet és a természetvédelem iránt, kezdve a családi birtoka erdészeti érdeklődésével. Aktívan tevékenykedett a nemzeti parkok és az erdészeti rendszerek bővítésében, finanszírozásában és népszerűsítésében. Elnöksége alatt népszerűségük nagyot szárnyalt, az évtized elején évente hárommillió látogatóról 1939-ben 15,5 millióra emelkedett. A Polgári Természetvédelmi Testület 3,4 millió fiatalt vont be és 21 000 kilométernyi ösvényt alakított ki, kétmilliárd fát ültetett és 125 000 mérföld (201 000 kilométer) földutakat korszerűsített. Minden államnak megvolt a saját nemzeti parkja és Roosevelt gondoskodott arról, hogy a WPA és a CCC programokat hozzanak létre fejlesztésükre.

#### GNP és a munkanélküliség aránya
A kormányzati kiadások a Bruttó nemzeti termékre (GNP) a Hoover idejéni 8%-ról 1936-ra 10,2%-ra nőttek. Az államadósság 1933 elején a GNP 16%-ról 40%-ra nőtt. 1941 őszén már közel 40%-os szinten állt, majd a háború alatt gyorsan növekedett. A GNP 1936-ban 34%-kal, 1932-ben 58%-kal, 1940-ben pedig a háború előestéjén 58%-kal volt magasabb. Ez azt jelenti, hogy a gazdaság 1932-1940 között 58%-kal, míg a háború idején 1940-1945 között 56%-kal nőtt. A munkanélküliség Roosevelt első ciklusa alatt csökkent, 1938-ban újra növekedett, de 1938 után folyamatosan csökkent. Hivatali ideje alatt a teljes foglalkoztatottság 18,31 millió munkahellyel bővülhetett, az átlagos évi növekedése 5,3% volt.  

#### Külpolitikája (1933-1941)

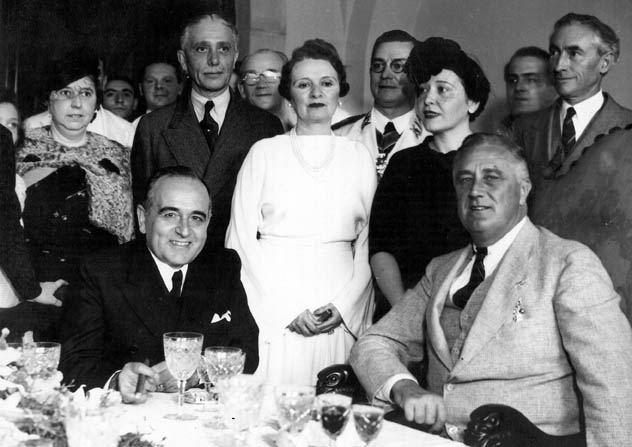
Roosevelt Getúlio Vargas brazil elnökkel és más előkelőkkel Brazíliában (1936)

Roosevelt első ciklusának fő külpolitikai kezdeményezése a jószomszéd politika, amely az Amerikai Egyesült Államok Latin-Amerikával kapcsolatos politikájának átszervezése volt. Az USA az 1823-as Monroe-elv kihirdetését követően gyakran beavatkozott Latin-Amerika politikájába és több latin-amerikai országot is megszállt az 1898-as spanyol-amerikai háború után vívott banánháborúk során. Miután Roosevelt hivatalba lépett, kivonta csapatait Haitiből és új szerződéseket kötött Kubával és Panamával, végett vetve az amerikai protektorátusnak. 1933 decemberében írta alá az államok jogairól és kötelezettségeiről szóló montevideói egyezményt, amelyben lemondott arról a jogáról, hogy egyoldalúan beavatkozzon a latin-amerikai országok ügyeibe. Roosevelt emellett normalizálta a Szovjetunióval való kapcsolatokat is, amire az Egyesült Államok az 1920-as évek óta nem volt hajlandó. Az elnök azt remélte, hogy újra tárgyalhatja az orosz adósságot az első világháborúból és nyitott kereskedelmi kapcsolatot létesíthet vele, de egyik kérdésben sem történt előrelépés és „mindkét ország hamarosan kiábrándult a megállapodásból”.

Roosevelt és felesége VI. György brit királlyal és Erzsébet királynéval az USS Potomac fedélzetén (1939 június)

A versailles-i békeszerződés 1919-1920-as elutasítása az amerikai külpolitikában az elszigetelődés dominanciáját jelentette. Roosevelt wilsoni háttere ellenére ő és Cordell Hull külügyminiszter nagy gondot fordítottak annak érdekében, hogy ne keltsenek elszigetelődési érzelmeket az emberekben. Az izolacionista mozgalmat az 1930-as évek elején és közepén Gerald Nye szenátor és társai erősítették meg, akiknek sikerült megakadályozniuk, hogy az Egyesült Államokban a „halál kereskedői” fegyvereket adjanak el külföldön. Ez az erőfeszítés a semlegességi törvények létrehozását jelentette és az elnök azt szerette volna elérni, hogy fegyvereket adhasson el az agresszió áldozatainak, ám ezt elutasították. A belpolitikára összpontosító Roosevelt nagyrészt beletörődött a Kongresszus nem intervenciós politikájába. Időközben Benito Mussolini vezetésével a fasiszta Olaszország legyőzte Etiópiát, az olaszok pedig szövetséget kötöttek az Adolf Hitler vezette náci Németországgal és támogatták a spanyol polgárháborúban a nacionalisták vezetőjét, Francisco Franco tábornokot. Ez a konfliktus 1939 elején zárult le és ezután Roosevelt sajnálatát fejezte ki amiatt, hogy nem segítette meg a spanyol republikánusokat. Amikor Japán 1937-ben megtámadta Kínát, az elszigetelődés korlátozta Roosevelt azon képességét, hogy megsegíthesse Kínát az olyan atrocitások ellen, mint például a nankingi mészárlás.

Roosevelt külföldi útjai elnöksége alatt (ahol egyre sötétebb, ott annál többször járt)

Németország 1938-ban annektálta Ausztriát és Hitler hamarosan keleti szomszédjaira fordította tekintetét. Roosevelt egyértelművé tette, hogy a Csehszlovákia elleni német agresszió esetén az USA semleges marad. A müncheni konferencia befejezése és a kristályéjszakának elnevezett zsidók elleni tömegmészárlás után az amerikai közvélemény Németország ellen fordult. A déli demokraták és a republikánusok intervenciós politikai koalíciójára támaszkodva Roosevelt felügyelte az amerikai légierő és a háborús termelési kapacitás bővítését.
Amikor 1939 szeptemberében kezdetét vette a második világháború Németország Lengyelország elleni inváziójával, Nagy-Britannia és Franciaország németországi hadüzenete után Roosevelt kereste annak módját, hogyan segíthetné meg katonailag a briteket és a franciákat a háborúban. Az izolacionista vezetők, mint Charles Lindbergh és William Borah szenátor sikeresen mozgósították az ellenzéket Roosevelt semlegességi törvényének hatályon kívül helyezésére és az elnök elnyerte a Kongresszus jóváhagyását a fegyvereladáshoz a szövetségeseknek. Roosevelt szeptemberben kezdett el rendszeres titkos levelezéseket váltani Nagy-Britannia első lordjával, Winston Churchill-el és ezeknek a leveleknek és táviratoknak a száma elérte az 1700-at. Az elnök szoros, személyes kapcsolatot ápolt Churchill-el, aki 1940 májusában lett az Egyesült Királyság miniszterelnöke.
Franciaország bukása 1940 júniusában sokkolta az amerikai közvéleményt és az izolacionista hangulatok csökkenni kezdtek. Roosevelt két intervenciós republikánus vezetőt, Henry L. Stimson-t hadügyminiszterré és Frank Knox-t haditengerészeti titkárrá nevezte ki. Mindketten támogatták az amerikai hadsereg gyors felépítésére vonatkozó terveit, de az izolacionisták figyelmeztették, hogy Roosevelt szükségtelen háborúba juttatja országát Németországgal. Júliusban a kongresszusi képviselők egy csoportja bevezette azt a törvényjavaslatot, amely engedélyezi az ország első békeidőben megszövegező tervezetét és a Roosevelt-kormány támogatásával az 1940-es szelektív képzései és szolgáltatási törvényt szeptemberben fogadták el. A hadsereg létszáma 1939 végén 189 000 főről 1941 közepére 1,4 millióra nőtt. 1940 szeptemberében az elnök nyíltan szembe szállt a Semlegességi Törvényekkel, amikor is elérte, hogy a Brit-Karib-szigetek katonai bázisjogaiért cserébe 50 második világháborús amerikai rombolót adott Nagy-Britanniának.

### 1940-es elnökválasztás: a hagyomány megtörése
Az 1940 júliusi Demokrata Nemzeti Konvenciót megelőző hónapokban sok találgatások voltak arról, hogy Roosevelt indul-e harmadik ciklusért, amit még egy elnök sem töltött be. Azt a törvényt, mely szerint egy elnök nem indulhat harmadik terminusért – bár ez még nem szerepelt az alkotmányban – George Washington leköszönésekor vált hagyománnyá, mikor is nem volt hajlandó indulni egy harmadik időszakért az 1796-os elnökválasztáson. Roosevelt nem adott végleges nyilatkozatot arról, hogy újra jelöltetné magát és még néhány nagy demokratának, például James Farley, a Postahivatal vezetőjének is jelezte, hogy nem indul harmadik terminusért és hogy pályázhatnak a demokrata jelölésre. 1940 közepén azonban Németország végig söpört Nyugat-Európán és nagy fenyegetést jelentett Nagy-Britannia számára, Roosevelt úgy gondolta, hogy csak ő rendelkezik a szükséges tapasztalattal és készséggel ahhoz, hogy a nemzetet biztonságban tarthassa a náci fenyegetés elől. A párt politikai vezetői segítették, akik attól tartottak, hogy Roosevelten kívül egyetlen demokrata sem tudja legyőzni Wendell Willkie-t, a republikánusok népszerű jelöltjét.

Az 1940-es elnökválasztás eredményei

A júliusi demokrata nemzeti konvención Roosevelt könnyedén félresöpörte Farley-t és Garner alelnököt, akik liberális gazdaság- és szociálpolitikája miatt a második ciklusában Roosevelt ellen fordultak. Garner helyére az Iowa-i Henry Wallace mezőgazdasági miniszterhez fordult, aki erősen támogatta a New Deal-t és népszerű volt a mezőgazdasági államokban. A választást a párt számos konzervatívja határozottan ellenezte, akik úgy érezték, hogy Wallace túl radikális és „különc” ahhoz, hogy hatékony futótárs legyen. De Roosevelt továbbra is ő hozzá ragaszkodott és Wallace megnyerte az alelnöki jelölést, legyőzve William B. Bankhead házelnököt és más jelölteket.
Egy Gallup nevű vállalat az augusztus végi közvélemény-kutatás során megállapította, hogy a verseny lényegében döntetlen, ám Roosevelt népszerűsége szeptemberben nagyot nőtt, mikor bejelentett egy megállapodást, mely szerint az Egyesült Államok több rombolót is átadott a Brit Királyi Haditengerészetnek. Willkie támogatta a New Deal nagy részét, valamint az újra fegyverzést és a nagy-britanniai segélyeket, de figyelmeztette a lakosságot, hogy Roosevelt egy újabb európai háborúba fogja belerángatni az országot. Willkie támadásaira reagálva Roosevelt megígérte, hogy távol tartja az országot a háborútól. Az elnökválasztást végül Roosevelt nyerte meg a szavazatok 54,7%-ával és a 48 tagállamból összesen 38 szavazatával.

### Harmadik és negyedik terminusa
Roosevelt figyelmét a világháború uralta, sokkal több időt szentelt a világ ügyeire, mint valaha. A belpolitikáját és a Kongresszussal való kapcsolatát nagyrészt az ország gazdasági, pénzügyi és intézményi erejét a háborús erőfeszítésekhez való teljes mozgósítására irányuló erőfeszítései alakították. Roosevelt fontos, személyes ellenőrzést tartott minden fontos diplomáciai és katonai döntés felett, szorosan együttműködött tábornokaival és admirálisaival, a hadi- és haditengerészeti részlegekkel, a britekkel, sőt még a Szovjetunióval is. A diplomáciával kapcsolatos fő tanácsadói Harry Hopkins (aki a Fehér Házban volt), Sumner Welles (a Külügyminisztériumban) és Henry Morgenthau (a Pénzügyminisztériumban). A katonai ügyekben az elnökkel legszorosabban együttműködött Henry L. Stimson hadügyminiszter, George C. Marshall, a hadsereg vezérkari főnöke és William D. Leahy admirális.

#### Belépés a háborúba

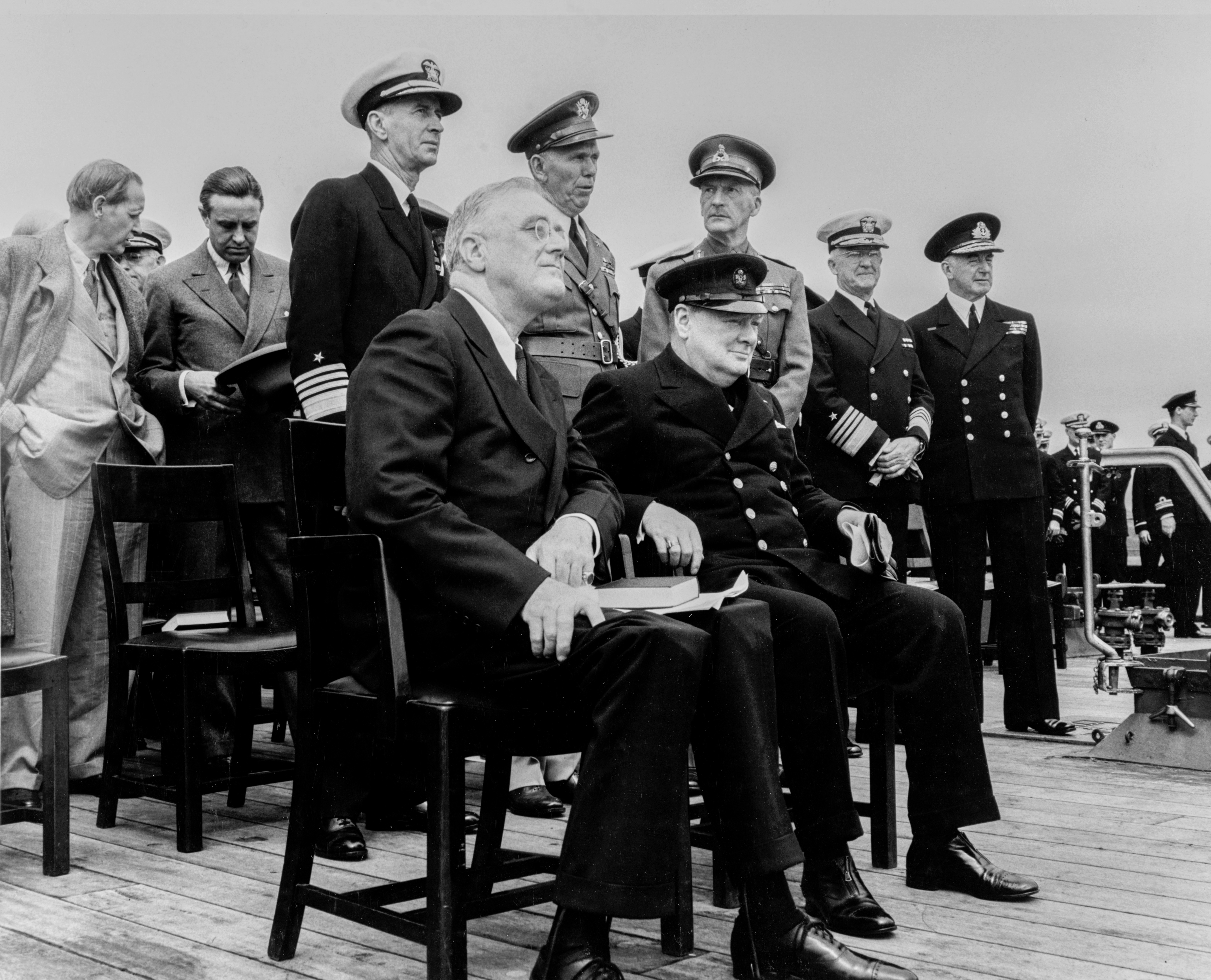
Roosevelt és Churchill a HMS Prince of Wales fedélzetén az 1941 évi atlanti charta találkozón

1940 végére az újra fegyverzés, a haditengerészet és a hadsereg bővítése gyors ütemben haladt és a „Demokrácia Arzenáljává” vált Nagy-Britannia és más országok. Az 1941 januárjában mondott, híres négy szabadságjog néven elterjedt beszédével felvázolta a szövetséges harc ügyét az alapvető jogokért világszerte. Willkie segítségével Roosevelt elnyerte a Kölcsönbérleti törvény kongresszusi jóváhagyását, amely hatalmas katonai és gazdasági segélyeket irányított Nagy-Britanniának és Kínának. Az első világháború hiteleivel éles ellentétben a háború után nem történt visszafizetés. Ahogy az elnök egyre határozottabban lépett fel Japánnal, Németországgal és Olaszországgal szemben, az amerikai izolacionisták, mint Charles Lindbergh hevesen támadták Rooseveltet, mint felelőtlen háborúpártit. Amikor 1941 júniusában Németország megszállta a Szovjetunió jelentős részét, az elnök beleegyezett, hogy kiterjeszti a szovjetekre is a Kölcsönbérleti Törvényt, így az USA-t a szövetségesek oldalára kötelezte. 1941 júliusában Roosevelt engedélyezte az Amerika Közötti Ügyek Koordinátorának Hivatalának (OCIAA) létrehozását, hogy ellensúlyozza a németországi és olaszországi propaganda-erőfeszítéseket Latin-Amerikában.
1941 augusztusában Roosevelt és Churchill egy szigorúan titkos találkozót tartottak, ahol kidolgozták az Atlanti Chartát, amely a globális háborús és a háború utáni célokat vázolta fel. Ez volt az első a háborús konferenciák közül, ugyanis Churchill és Roosevelt még tízszer találkoztak személyesen. Churchill egy amerikai hadüzenetre törekedett Németország ellen, ám Roosevelt úgy vélte, hogy a Kongresszus elutasít minden olyan kísérletet, ami az Egyesült Államok háborúba való belépésére irányul. Szeptemberben egy német tengeralattjáró elsüllyesztett egy Greer nevű amerikai rombolót[forrás?] és az elnök kijelentette, hogy az amerikai haditengerészet kísérőszerepet vállal az Atlanti-óceánon lévő szövetséges konvojokban, egészen Nagy-Britanniáig és a Kriegsmarine német hajóira tüzelne, ha azok belépnének az amerikaiak zónájába. Ez a politika gyakorlatilag háborút kezdett Németországgal.

#### Pearl Harbor és a hadüzenetek

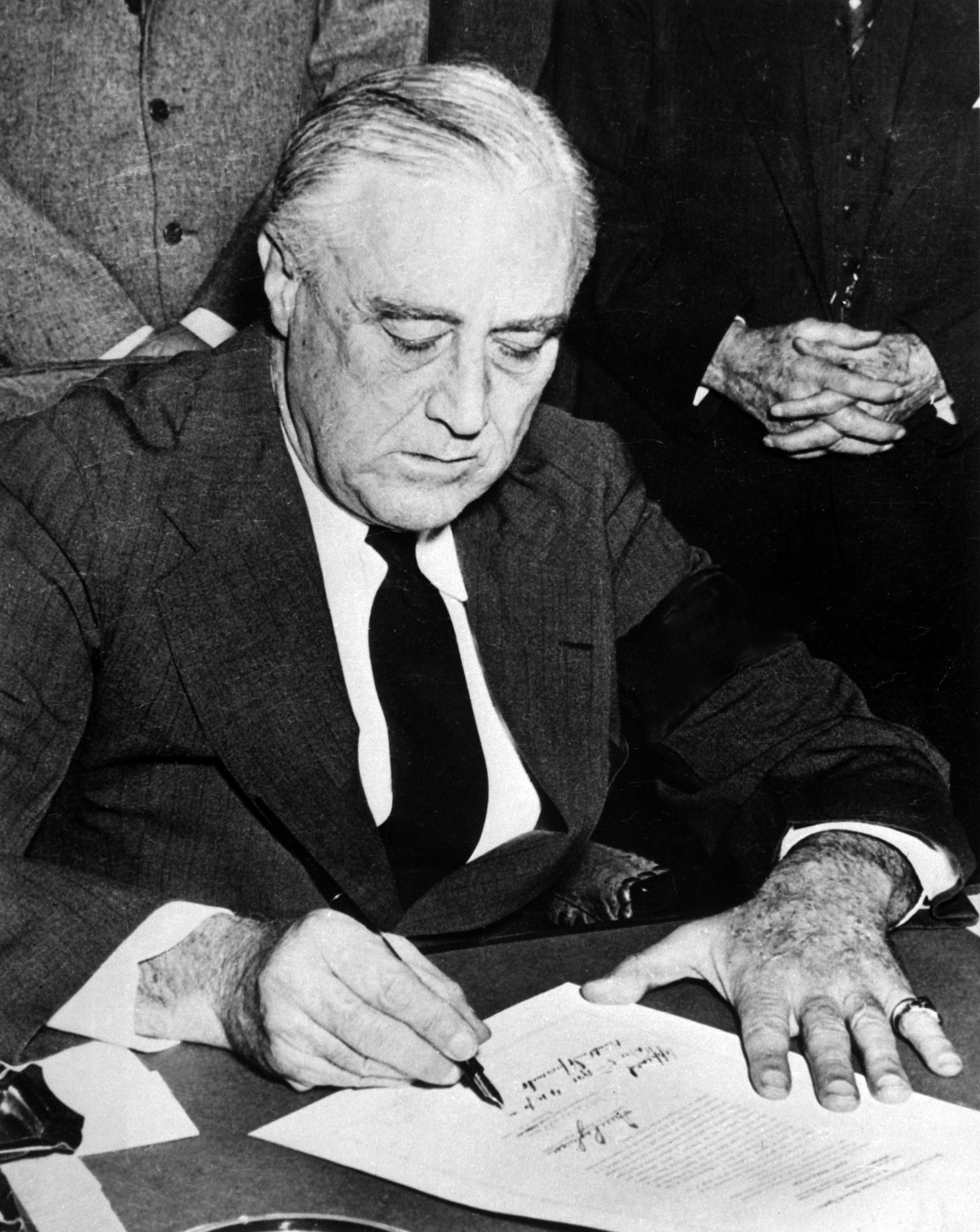
Roosevelt aláírja a Japán elleni hadüzenetet 1941. december 8-án

Lengyelország német megszállása után Roosevelt és a legfelsőbb katonai állománya elsődleges célja az európai háború volt, de Japán külpolitikai kihívásokat is jelentett. A Japánnal való kapcsolatok folyamatosan romlottak 1932-es mandzsúriai inváziója óta és tovább rontották a Roosevelt Kínának nyújtott támogatásai. Mivel az európai háború a nagy gyarmati hatalmak figyelmét is felkeltette, a japán vezetők olyan sebezhető gyarmatokra figyeltek fel, mint a holland Kelet-India, a francia Indokína és a brit Malaya. Miután az elnök bejelentette, hogy 100 millió dolláros kölcsönt nyújtott Kínának, válaszul Japán megszállta Indokínát és aláírta a háromhatalmi egyezményt a németekkel és az olaszokkal. A paktum minden tagországot arra kötelezett, hogy védelmet nyújtson a többi tagállamnak a támadásokkal szemben és Németország, Japán és Olaszország tengelyhatalmakként vált ismertté. A japán hadsereg főparancsnoksága sikeresen támogatta Délkelet-Ázsia meghódítását, hogy biztosítsák a nyersanyagokhoz való folyamatos hozzáférésüket. 1941 júliusában – miután Japán elfoglalta a francia Indokína maradékát – Roosevelt megszakította az olaj eladását a japánoknak, megfosztva ezzel őket az olajellátásának 95 százalékától. A Fülöp-szigeteki hadsereget amerikai parancsnokság alá vonta és Douglas MacArthur tábornokot aktív szolgálatba helyezte, hogy az amerikai erők parancsnokaként szolgáljon a Fülöp-szigeteken.

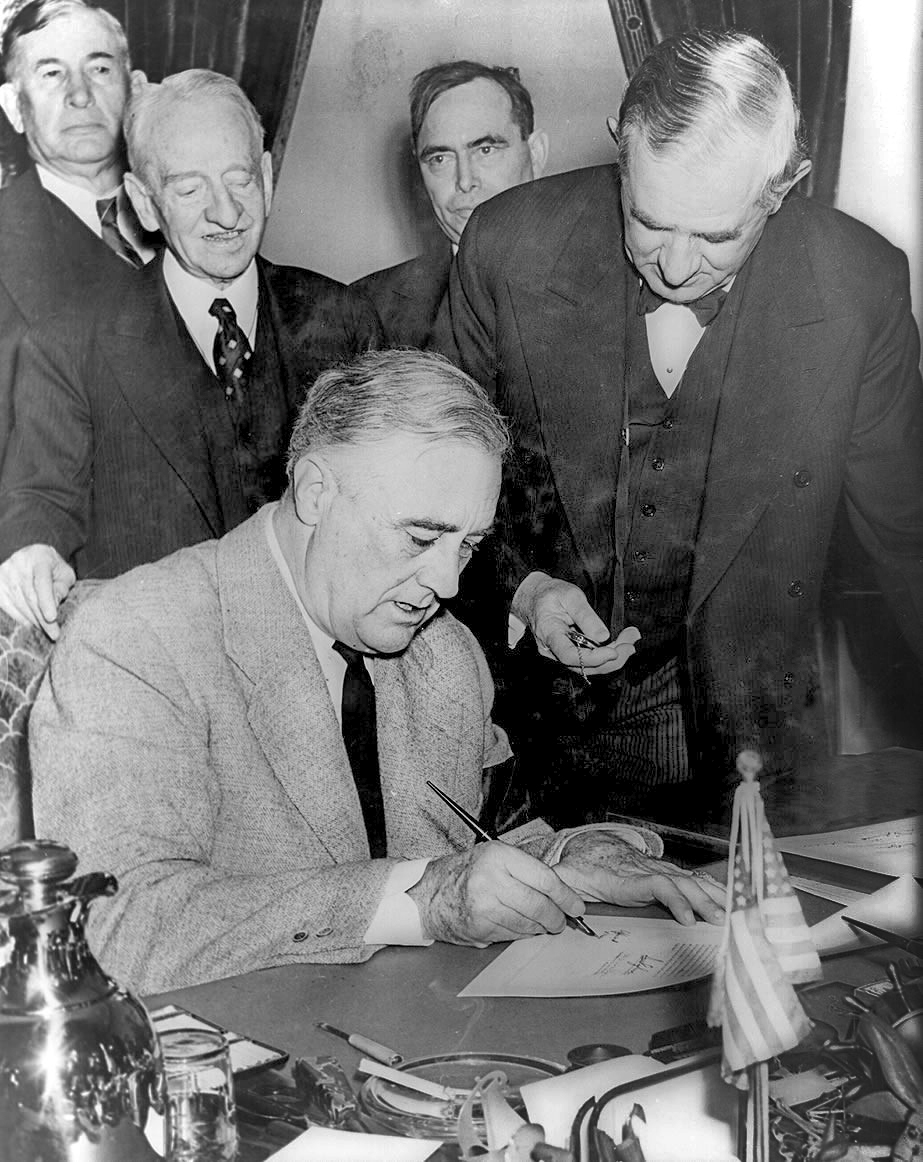
Roosevelt aláírja a Németország elleni hadüzenetet 1941. december 11-én

A japánokat felháborította az amerikaiak embargója és a japán vezetők elhatározták, hogy megtámadják az Egyesült Államokat, hacsak nem oldják fel. A Roosevelt-kormány nem volt hajlandó visszafordítani a politikáját és Hull külügyminiszter megakadályozta Roosevelt és Konoe Fumimaro miniszterelnök közötti esetleges csúcstalálkozót. Miután az embargó megszüntetésére irányuló diplomáciai erőfeszítések kudarcot vallottak, a Japán Titkos Tanács engedélyt adott az Egyesült Államok elleni támadásra. A japánok úgy vélték, hogy az USA a Fülöp-szigeteken állomásozó ázsiai flottájának és a Hawaii-i Pearl Harborban állomásozó csendes-óceáni flottájának megsemmisítése létfontosságú Délkelet-Ázsia meghódításához. 1941. december 7-én, reggel a japánok a meglepetésszerű Pearl Harbor elleni támadásukkal sújtották az amerikai haditengerészet bázisát, elsüllyesztették a fő amerikai csatahajók flottáját és megöltek 2403 amerikai katonát és civilt. Ugyanakkor a japán csapatok megtámadták még Thaiföldet, a Brit Hongkongot, a Fülöp-szigeteket és más célpontokat. Az ezt követő napon Roosevelt a Kongresszushoz mondott, híres „gyalázat beszédében” háborúra szólította fel és a Kongresszus majdnem egyhangú szavazással hadat üzent Japánnak. Pearl Harbor után az Egyesült Államokban a háborúellenes hangulat nagyrészt elpárolgott, majd december 11-én Hitler és Mussolini is hadat üzent az amerikaiaknak, melyre az ország szintén hadüzenettel reagált.  
A tudósok többsége elutasította azokat az összeesküvés-elméleteket, mely szerint Roosevelt vagy bármely más magas rangú kormányzati tisztviselő tudott már előre a Pearl Harbor-i japán támadásról. A japánok titkaikat szigorúan őrizték, a magas rangú amerikaiak pedig tisztában voltak azzal, hogy a háború küszöbén állnak, de nem gondoltak volna a Pearl Harbor-i támadásra. Roosevelt arra számított, hogy a japánok a holland Kelet-Indiát, vagy Thaiföldet támadják meg.

#### Háborús tervek
1941 decemberében Churchill és Roosevelt az arcadiai konferencián találkoztak, ahol közös stratégiát hoztak létre az Egyesült Államok és Nagy-Britannia között Németország, majd Japán legyőzésére. A két szövetséges ország létrehozta az egyesített vezérkari főnökséget, hogy koordinálja a katonai politika és lőszer ellátás elosztását. Megállapodás született arról is, hogy létrehoznak egy központosított parancsnokságot a csendes-óceáni hadszíntéren, az ABDA-t, amelyet az amerikai-brit-holland-ausztrál erőkről neveztek el. 1942. január 1-én az Egyesült Államok, Nagy-Britannia, Kína, a Szovjetunió és még huszonkét szövetséges hatalmakhoz tartozó ország kiadták az Egyesült Nemzetek Nyilatkozatát, amelyben minden nemzet ígéretet tett a tengelyhatalmak legyőzésére.
1942-ben Roosevelt egy új testületet hozott létre, a vezérkari főnökséget, akik mindig meghozták a végső döntéseket az amerikai katonai stratégiáról. Ernest J. King admirális volt a haditengerészet és a tengerészgyalogság parancsnoka, míg George C. Marshall tábornok vezette a hadsereget, a légierő pedig Hap Arnold tábornok irányítása alatt állt. A vezérkari főnökök elnöke William D. Leahy admirális, aki a hadsereg legmagasabb rangú tisztje volt. Roosevelt hagyta, hogy a legjobb katonatisztjei hozzák meg a legtöbb döntést, civil kinevezettjei kezelték a férfiak felfegyverzését és beszerzését, de egyetlen civilnek – még a hadügy vagy haditengerészeti titkároknak – sem volt beleszólása a hadászatba. Az elnök elkerülte a Külügyminisztériumot és magas szintű diplomáciát folytatott segédjein – különösen a nagy befolyást gyakorló Harry Hopkins-on – keresztül.

#### Nukleáris program
1939 augusztusában Szilárd Leó és Albert Einstein egy levelet küldött Rooseveltnek, amely figyelmeztette őt nukleáris fegyverek kifejlesztésére irányuló német projekt lehetőségére. Szilárd rájött, hogy a közelmúltban felfedezett atommaghasadási folyamat felhasználható egy olyan nukleáris láncreakció létrehozására, amely tömegpusztító fegyverként használható. Roosevelt tartott annak következményétől, hogy Németország kizárólagos birtokába veszi ezt a technológiát és engedélyezte a nukleáris fegyverek előzetes kutatását. A Pearl Harbor-i támadás után a Roosevelt-kormány biztosította a kutatás folytatásához szükséges forrásokat, és Leslie Groves tábornokot választotta a Manhattan projekt felügyeletére, amelynek feladata az első nukleáris fegyverek kifejlesztése volt. Roosevelt és Churchill megállapodtak abban, hogy közösen folytatják a projektet és az elnök nagy segítséget nyújtott annak biztosítása érdekében, hogy az amerikai tudósok együttműködjenek brit kollégáikkal.

#### Háborús konferenciák

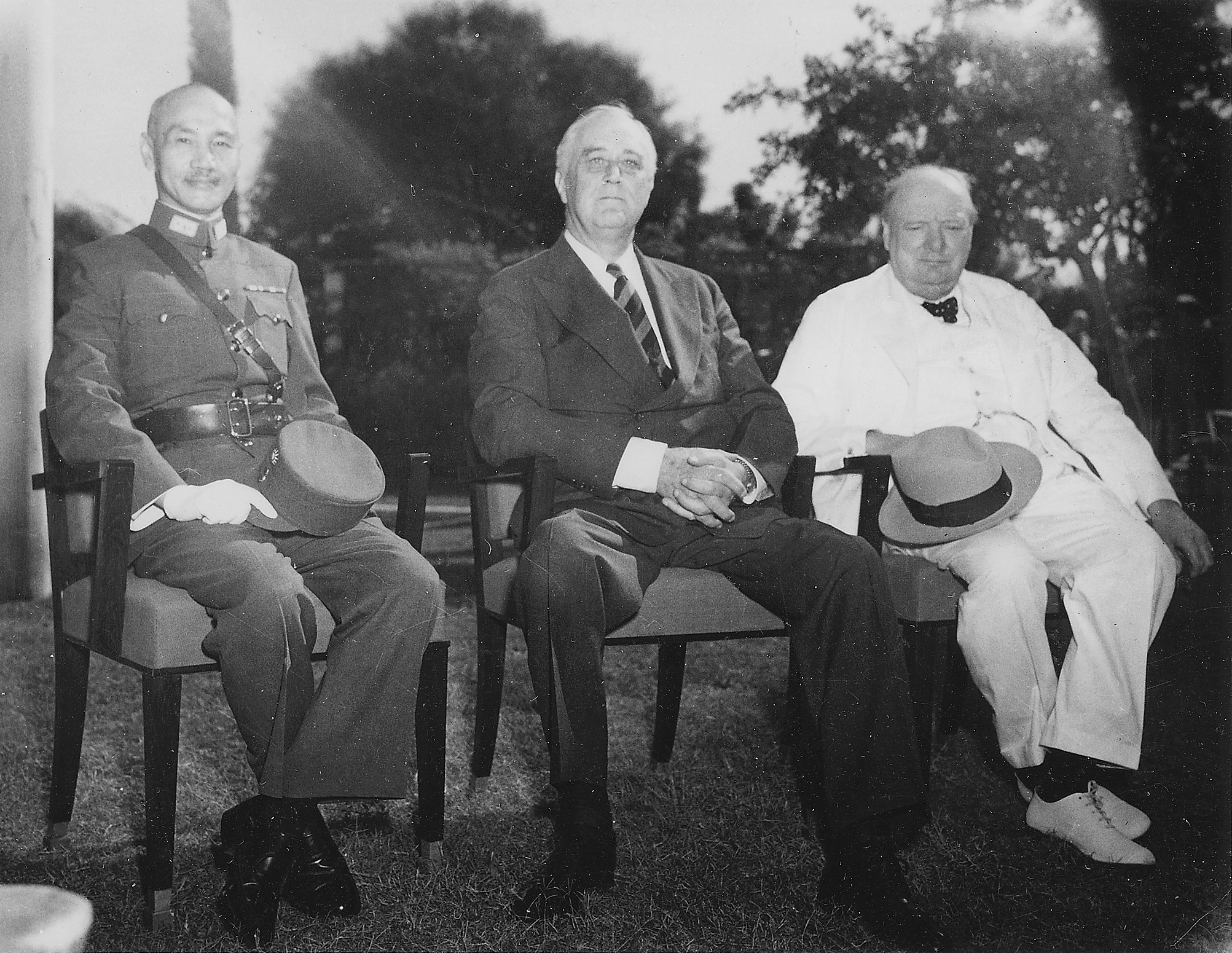
Csang Kaj-sek, Roosevelt és Churchill a kairói konferencián (1943 november)

Roosevelt alkotta meg a „Négy rendőr” kifejezést, hogy az Egyesült Államok, az Egyesült Királyság, a Szovjetunió és Kína, mint a „Nagy Négyes” szövetséges hatalmára utaljon. Roosevelt, Churchill és Joszif Sztálin szovjet diktátor „Nagy Hármas” nevű változata a kínai vezetővel, Csang Kaj-sek-el együtt együttműködött egy olyan haditervben, amelyben az amerikai és a brit csapatok Nyugat-Európában koncentrálódtak, a szovjet csapatok harcoltak a keleti fronton és kínai, brit és amerikai csapatok pedig harcoltak Ázsiában és a Csendes-óceánon. Az USA továbbra is küldött támogatást a Kölcsönbérleti programon keresztül a Szovjetuniónak és más országoknak. 1942 májusában a szovjetek a német megszállás alatt álló Franciaország angol-amerikai invázióját sürgették, hogy német csapatokat térítsenek el a keleti frontról. Aggódva, hogy erőik még nem álltak készen a franciaországi invázióra, Churchill és Roosevelt úgy döntöttek, hogy legalább 1943-ig elhalasztják és ehelyett az észak-afrikai partraszállásra, az úgynevezett Torch hadműveletre összpontosítottak.

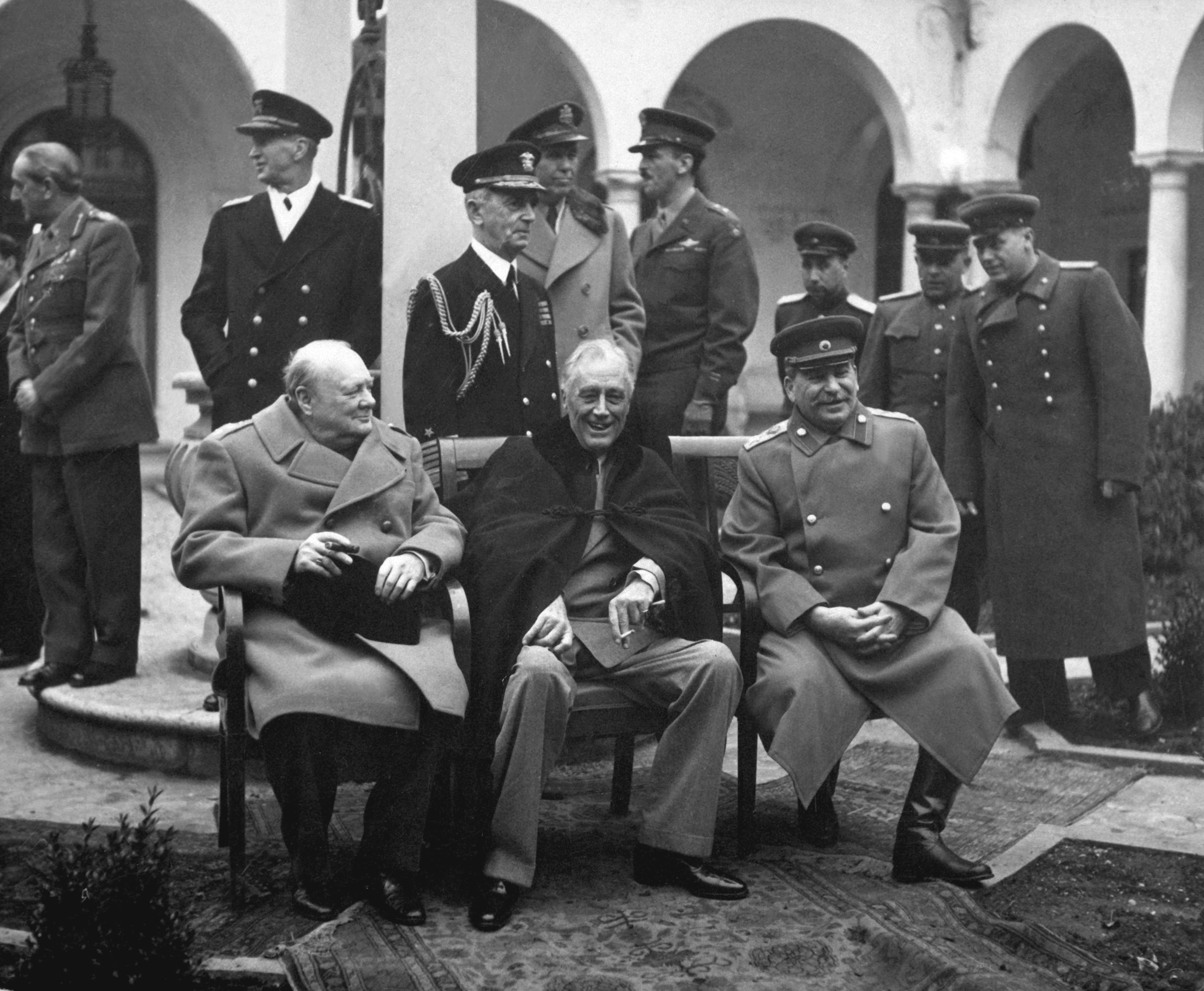
Churchill, Roosevelt és Sztálin a jaltai konferencián (1945 február)

1943 novemberében a teheráni konferencián találkozott Roosevelt Churchill-el és ekkor először Sztálinnal, hogy megvitassák a stratégiai és a háború utáni terveket. A konferencián Nagy-Britannia és az Egyesült Államok elkötelezte magát amellett, hogy 1944-ben egy második frontot nyit Németország ellen, míg Sztálin elkötelezte magát a meghatározatlan időpontú Japán elleni háború megkezdése mellett. Az ezt követő Bretton Woods-i és a Dumbarton Oaks-i konferenciákon megalapozták a háború utáni nemzetközi monetáris rendszert és az Egyesült Nemzetek Szervezetét (ENSZ), amely hasonlít a Wilson megbukott Nemzetek Szövetségéhez.
Roosevelt, Churchill és Sztálin másodszor az 1945-ös jaltai konferencián találkoztak, Krímben. Az európai háború végével Roosevelt elsősorban arra összpontosított, hogy meggyőzze Sztálint, hogy lépjen be a Japán elleni háborúba. A vezérkari főnökök becslése szerint Japán amerikai inváziója akár egymillió amerikai áldozattal is járhat. A Szovjetunió a Japán elleni háborúba való belépéséért cserébe ázsiai területeket akart az ellenőrzése alá vonni, mint például a Szahalin-szigetet. A három vezető 1945-ben megállapodott az ENSZ létrehozásáról és megalapították az ENSZ Biztonsági Tanácsát, amelynek feladata a béke fenntartása és a konfliktusok mellőzése. Roosevelt nem szorgalmazta a szovjet katonák azonnali kivonását Lengyelországból, de elnyerte a Szabad Európa nyilatkozat kiadását, mely szabad választásokat ígért azokban az országokban, amelyeket Németország megszállt. Németországot nem feldarabolni szerették volna, hanem azt, hogy az Egyesült Államok, Franciaország, Nagy-Britannia és a Szovjetunió közösen foglalja el. A szovjet nyomással szemben Roosevelt és Churchill nem járult hozzá ahhoz, hogy a háború után hatalmas jóvátétel fizetést írjanak elő Németországnak. Roosevelt szerepe a jaltai konferencián ellentmondásos volt, a kritikusok szerint naivan bízott a Szovjetunióban, hogy szabad választásokat engedélyez Kelet-Európában, míg a támogatói azzal érveltek, hogy az elnök nem sokat tehetett volna a kelet európai országokért, tekintettel a szovjet megszállásra és a Szovjetunióval való együttműködés szükségességére a háború alatt és után.

#### A háború menete
A szövetségesek 1942 novemberében megszállták a francia Észak-Afrikát és a partraszállás után néhány napon belül biztosították a francia Vichy-erők átadását. Az 1943 januári casablancai konferencián Roosevelt és Churchill megállapodtak abban, hogy legyőzik az észak-afrikai tengelyhatalmak erőit, majd megtámadják Szicíliát és 1944-ben franciaországi támadást indítanak. A konferencián az elnök azt is bejelentette, hogy Németország, Japán és Olaszország csak a feltétel nélküli megadását fogadja el. 1943 februárjában a Szovjetunió nagy győzelmet aratott a sztálingrádi csatában és májusban a szövetségesek több mint 250 000 német és olasz katona átadását biztosították Észak-Afrikában, véget vetve az észak-afrikai hadjáratnak. A szövetségesek júliusban inváziót indítottak Szicíliában és a következő hónap végére el is foglalták a szigetet. Szeptemberben fegyverszünetet kötöttek Pietro Badoglio olasz miniszterelnökkel, de Németország gyorsan visszajuttatta Mussolinit a hatalomba. A szövetséges invázió szeptemberben vette kezdetét, de az olaszországi hadjárat egészen 1945-ig folytatódott, mivel a német és olasz csapatok ellenálltak a szövetséges előrenyomulásnak.
A francia invázió parancsnokaként Roosevelt Dwight D. Eisenhower tábornokot választotta, aki sikeresen vezetett egy multinacionális koalíciót Észak-Afrikában és Szicíliában. Június 6-án Eisenhower úgy döntött, hogy elindítja az Overlord hadműveletet. 12 000 repülőgép és a valaha összegyűlt legnagyobb haditengerészeti erő támogatásával a szövetségesek sikeresen partra szálltak Normandiában, majd nyomultak előre Franciaországban. Miután Franciaország nagy részét felszabadították a német megszállás alól, Roosevelt 1944 októberében hivatalosan is elismerte Charles de Gaulle ideiglenes kormányát, annak ellenére, hogy nem szívesen támogatta a meg nem választott kormányokat. A következő hónapokban a szövetségesek több területet szabadítottak fel a náci megszállás alól és megkezdték Németország megszállását. 1945 áprilisára a náci ellenállás összeomlott a nyugati szövetségesek és a Szovjetunió előrehaladtával szemben.
A háború nyitóheteiben Japán meghódította a Fülöp-szigeteket, valamint a brit és holland gyarmatokat Délkelet-Ázsiában. A japán előre nyomulás 1942 júniusára érte el a maximumot, amikor az amerikai haditengerészet döntő győzelmet aratott a Midway-i csatában. Az amerikai és ausztrál erők ezután egy lassú és költséges stratégiát indítottak – amelyet szigetugrásnak is neveztek – a Csendes-óceán szigetein keresztül, azzal a céllal, hogy olyan bázisokat szerezzenek, amelyekből Japánt végleg megszállják. Hitlerrel ellentétben Roosevelt nem vett részt közvetlenül a taktikai hadműveletekben, bár jóváhagyta a stratégiai döntéseket. Roosevelt részben engedett a közvélemény és a Kongresszus azon kitartó követeléseinek, hogy tegyenek nagyobb erőfeszítéseket Japán ellen, de az elnök mindig Németország legyőzéséhez ragaszkodott elsősorban. A japán haditengerészet erejét megtizedelték a Leyte-öböli csatában és 1945 áprilisára a szövetségesek visszafoglalták elvesztett területeik nagy részét a Csendes-óceánon.    

#### Hazai front
A háború ontotta a dinamikus társadalmi változásokat a hazai fronton, bár a hazai kérdések már nem Roosevelt legsürgetőbb politikai aggodalmai voltak. A katonai felépítés ösztönözte a gazdasági növekedést. A munkanélküliség 1940 tavaszán 7,7 millióról 1941 őszére 3,4 millióra csökkent, majd 1942 őszén ismét 1,5 millióra eset vissza. Ám viszont volt egy növekvő munkaerőhiány, a nagy migráció, mely során a déli afroamerikaiak mozgalmat indítottak a rossz gazdasági körülmények és a faji megkülönböztetés miatt. Az afroamerikaiak délről elmentek Kaliforniába és más nyugati parti államokba, új munkahelyek szerzésére. A megnövekedett kormányzati kiadások kifizetésére Roosevelt 1941-ben azt javasolta, hogy a Kongresszus 99,5%-os jövedelemadó mértéket alkalmazzon minden 100 000 USD feletti jövedelemre, amikor a javaslat kudarcot vallott, kiadott egy végrehajtási parancsot, amely 100%-os jövedelemadót vetett ki a 25 000 USD feletti jövedelemre, ám ezt a Kongresszus visszavonta. Az 1942-es bevételi törvény 94%-os felső adókulcsot vezetett be, jelentősen megnövelte az adóalapot és megalapozta az első szövetségi forrásadót.
1942-ben – amikor az Egyesült Államok háborúban állt – a háborús termelés sokat növekedett, de az elnök kitűzött céljai részben a munkaerőhiány miatt elmaradt. Az erőfeszítéseket számos sztrájk is hátráltatta, különösen a szénbányászatban és a vasúti iparban dolgozók körében, amelyek 1944-ig tartottak. Ennek ellenére 1941 és 1945 között az ország mintegy 2,4 millió teherautót, 300 000 katonai repülőgépet, 88 400 tankot és 40 milliárd lőszert gyártott. Az Egyesült Államok termelési kapacitása mellett a más országoké eltörpült, 1944-ben például az USA több katonai repülőgépet gyártott, mint Németország, Japán, Nagy-Britannia és a Szovjetunió együttesen. Roosevelt elnöksége alatt a Fehér Ház lett a munkaközvetítés, az egyeztetés és a választottbíráskodás végső helyszíne. Egy különleges harci esemény történt a Wallace alelnök vezette Gazdasági Hadviselési Tanács és a Jesse H. Jones vezette Újjáépítési Pénzügyi Vállalat között, mindkét ügynökség vállalta a felelősséget a gumiellátás beszerzéséért és konfliktus alakult ki közöttük a finanszírozás miatt is. Roosevelt úgy oldotta meg a vitát, hogy feloszlatta mind a két ügynökséget. 1943-ban az elnök megalapította a Hadügyi Hivatal Mozgósítását a hazai front felügyeletére, az ügynökséget James F. Byrnes vezette, aki befolyása miatt a „helyettes elnökként” vált ismertté.
Roosevelt az 1944-es ország helyzetéről szóló beszédében kijelentette, hogy minden amerikainak joga van a „megfelelő orvosi ellátáshoz”, a „jó oktatáshoz”, a „tisztességes otthonhoz”, valamint a „hasznos és a jövedelmező munkához”. Harmadik ciklusának legambiciózusabb hazai törvényjavaslatában, a G.I. Bill-ben hatalmas juttatási programot hozott létre a hazatérő katonák számára. A törvényben biztosította a középfokú oktatást, az orvosi ellátást, a munkahelyi tanácsadást és az alacsony költségű hiteleket az otthonok és a vállalkozások számára. A G.I. Bill-t a Kongresszus mindkét házában elfogadták és a törvényt 1944 júniusában írták alá. A második világháborúból hazatérő 15 millió amerikai közül több mint a fele részesülhetett a törvénynek.

#### Egészségének hanyatlása
Roosevelt egész felnőtt korában láncdohányos volt, egészsége 1940-től kezdve hanyatlani kezdett. 1944 márciusában, nem sokkal a 62. születésnapja után a Bethesda Kórházban kezelték és magas vérnyomást, érelmeszesedést, angina pectoris okozó koszorúér-betegséget és szívelégtelenséget állapítottak meg nála.
A kórházi orvosok megparancsolták Rooseveltnek, hogy pihenjen. Személyi orvosa, Ross McIntire olyan napi menetrendet hozott létre a számára, ami megtiltotta az üzleti vendégekkel való ebédelést és napi két óra pihenésre kötelezte. Az 1944-es újraválasztási kampány során McIntire többször is tagadta, hogy Roosevelt egészsége gyenge lett volna, október 12-én például bejelentette, hogy „az elnök egészsége teljesen rendben van. Egyáltalán nincsenek szerves nehézségei.” Roosevelt rájött, hogy hanyatló egészségi állapota végül lehetetlenné teheti számára, hogy elnök maradjon és 1945-ben azt mondta egy bizalmasának, hogy a háború végét követően lemondhat hivataláról.

#### 1944-es újraválasztása

Az 1944-es elnökválasztás eredményei

Míg több demokrata is ellenezte Roosevelt jelölését 1940-ben, az elnöknek nem okozott nagy nehézséget az 1944-es demokrata nemzeti konvención való újra jelölés megszerzése. Egyértelművé tette, hogy egy újabb ciklusra törekszik és elnyerte a küldöttek nagy részének a szavazatát, bár a déli demokraták kisebbsége Harry F. Byrdra szavazott. A pártvezetők meggyőzték Rooseveltet, hogy ejtse el Wallace alelnököt a jelöltségtől, arra gondolva, hogy ő egy választási felelősség és egy rossz lehetséges utód Roosevelt halála esetén. Roosevelt James F. Byrnest részesítette előnyben Wallace utódjaként, de meg volt győződve arról, hogy támogatja Harry S. Truman missouri szenátort, aki a Truman Bizottság vezetőjeként a háborús termelés problémáinak megoldásában szerzett elismerést és elfogadható volt a párt különböző frakciói számára. A konvenció második alelnöki szavazásán Truman legyőzte Wallace-t, és megnyerte az alelnöki jelölést.
A republikánusok Thomas E. Dewey-t, New York kormányzóját jelölték, aki liberálisként volt híres pártjában. Az ellenzék Rooseveltet és kormányát hazai korrupcióval, bürokratikus hatástalansággal, kommunizmusi toleranciával és katonai baklövésekkel vádolta. A háborúban gyorsan növekvő szakszervezetek teljes mértékben támogatták az elnököt. Roosevelt és Truman végül megnyerte az 1944-es választást, legyőzve Dewey-t és John W. Brickert a szavazatok 53,4%-ával és 531-ből 432 elektori szavazattal. Az elnök az erős ENSZ mellett kampányolt, így győzelme az ország nemzetközi közösségében való jövőbeli részvételét szimbolizálta.

#### Utolsó hónapjai, halála és az azutáni idők

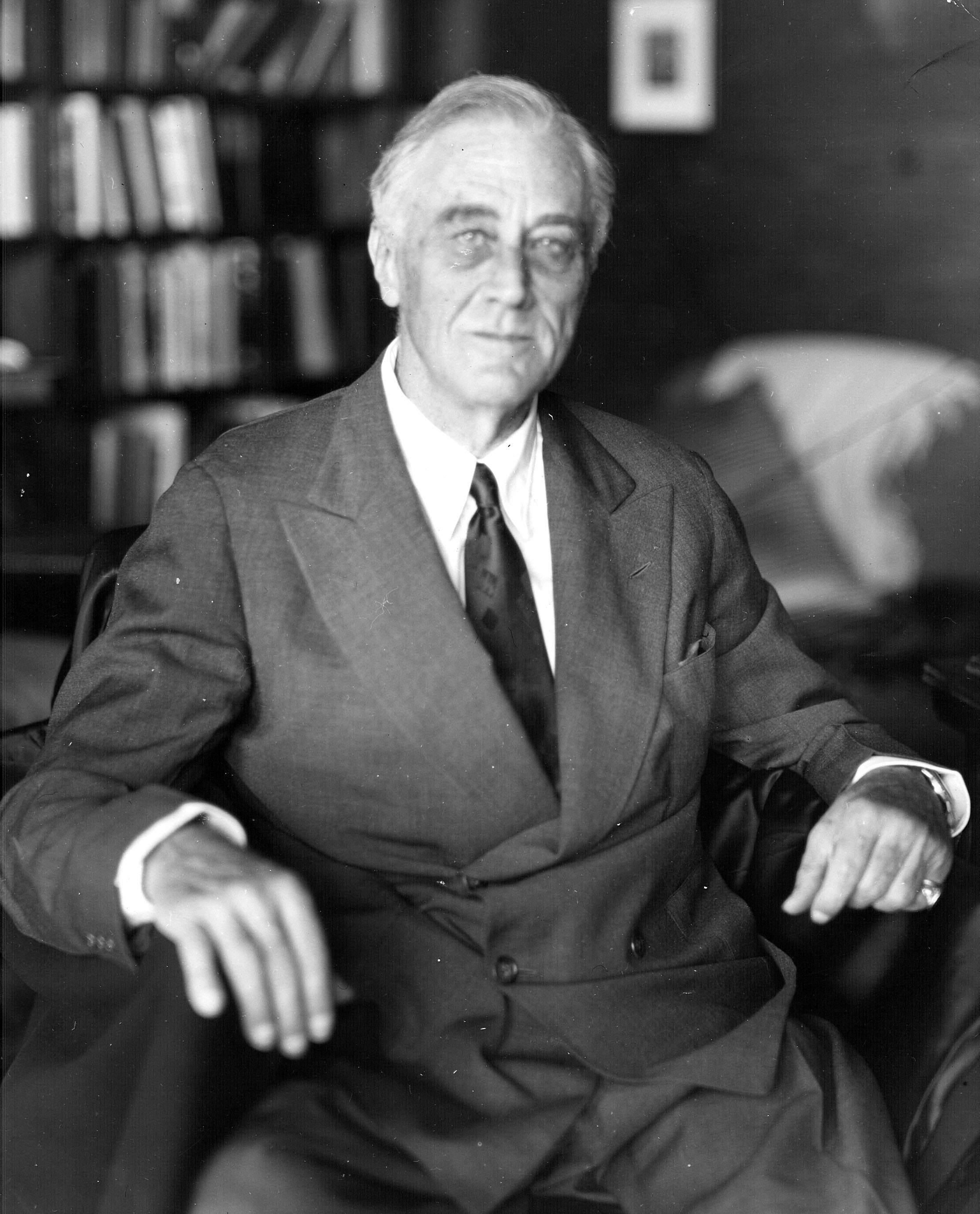
Az utolsó fénykép Rooseveltről, 1945. április 11-én, a halála előtti napon készült

Amikor Roosevelt hazatért az Egyesült Államokba a jaltai konferenciáról, sokan megdöbbenve látták, hogy milyen idős, vékony és törékeny. 1945 márciusában határozott üzeneteket küldött Sztálinnak azzal vádolva, hogy megszegte a jaltai kötelezettségvállalásait Lengyelország, Németország, a hadifogolyok és egyéb kérdések miatt. Amikor Sztálin azzal vádolta a nyugati szövetségeseket, hogy a háta mögött külön békét terveznek Hitlerrel, Roosevelt így válaszolt: „Nem tudom elkerülni a keserű haragot az ön informátoraival szemben – bárkik is legyenek – tetteim vagy megbízható beosztottjaim ilyen aljas félrevezetése miatt.” Március 29-én Roosevelt a georgiai Warm Springsben lévő kis fehér házába ment pihenni, mielőtt várhatóan megjelent volna az ENSZ alapító konferenciáján.
1945. április 12-én délután a georgiai Warm Springsben, miközben egy portrét készített, Roosevelt ezt mondta: „Félelmetes fejfájásom van”. Ezután eszméletlenül előreesett a székében. Bevitték a hálószobájába. Az elnök jelenlévő kardiológusa, Dr. Howard Bruenn súlyos agyvérzést állapított meg nála. Aznap 15:35-kor Roosevelt 63 éves korában elhunyt.

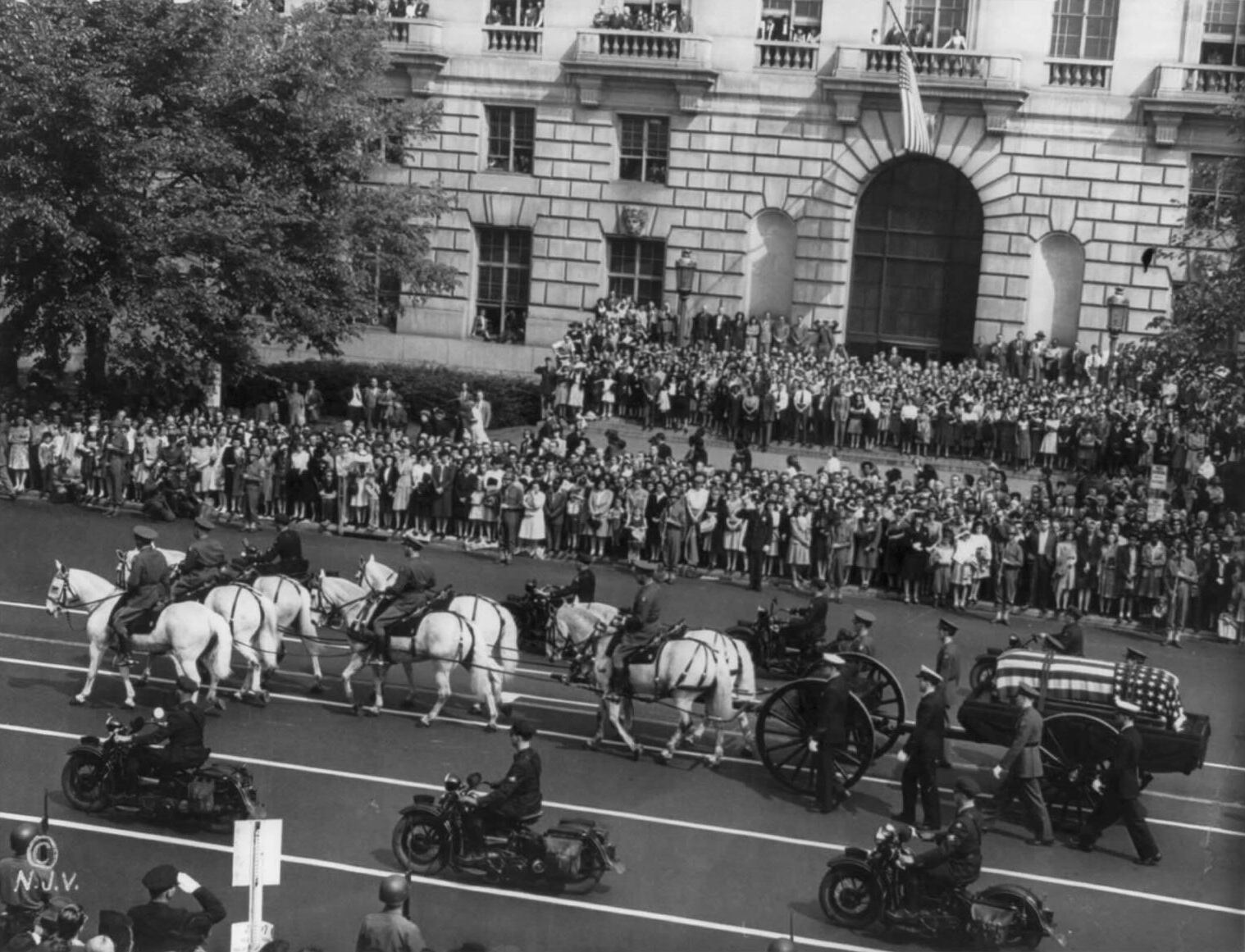
Roosevelt temetési menetét Washingtonban mintegy 300 000-en követték figyelemmel (1945. április 14.)

Április 13-ának reggelén Roosevelt holttestét egy zászlóval borított koporsóba helyezték, és az elnöki vonatra vitték, hogy visszautazzon Washingtonba. Az út mentén ezrek özönlöttek a sínekre, hogy leróják tiszteletüket. Temetését április 14-én a Fehér Házban tartották meg, ezt követően vonattal elszállították a Hyde Parkba. Kívánsága alapján a Springwood birtokának rózsakertjében temették el április 15-én.
Roosevelt hanyatló egészségét titokban tartották a nyilvánosság elől. Halála nagy fájdalmat és bánatot keltett mind az Egyesült Államokban, mind szerte a világon. Miután Németország a következő hónapban aláírta a kapitulációt, Truman Roosevelt emlékének ajánlotta a győzelem napját, és a zászlókat az USA-ban félárbócon tartatta a 30 napos gyászidőszak hátralévő részében, mondván, hogy az egyetlen kívánsága az volt, hogy „Franklin D. Roosevelt legyen tanúja ennek a napnak”. A második világháború végül a szeptemberi japán kapitulációval ért véget Hirosima és Nagaszaki bombázása és a nagyon későn megtörtént szovjet belépés után a japánok elleni háborúba. Truman elnökölt a háborús erőfeszítések leszerelése, valamint az ENSZ és más háború utáni intézmények létrehozása felett, amelyeket Roosevelt elnöksége alatt képzeltek el.

## Polgári jogok, internálás és a holokauszt

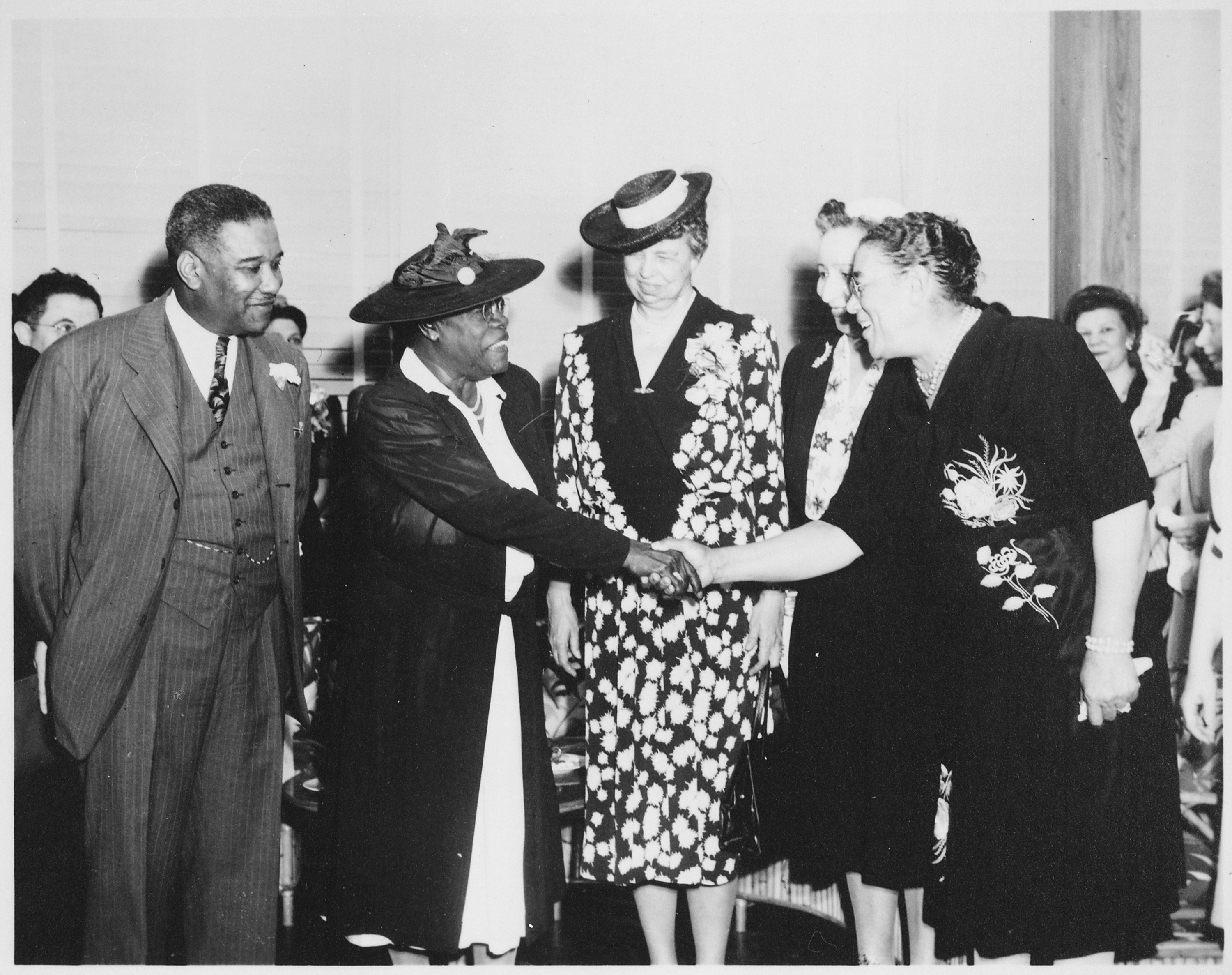
Eleanor Roosevelt és Mary McLeod Bethune, a roosevelti fekete kabinet tagja (a faji kapcsolatokkal foglalkozó kulcsfontosságú tanácsadó csoport)

Rooseveltet sok afroamerikai, katolikus és zsidó hősnek tekintette és nagyon sikeres volt abban, hogy e szavazók nagy többségét bevonja a New Deal koalíciójába. Erős támogatást kapott a kínai és a filippínó amerikaiaktól, de a japán amerikaiaktól nem, mivel a háború alatt koncentrációs táborokba internálta őket. Az afroamerikaiak jól teljesítettek két New Deal programban, a Polgári Természetvédelmi Testületben és az Indián Újjászervezési Törvényben. A WPA az 1930-as években gazdasági alapot biztosított az egész fekete közösség számára, mind a mezőgazdasággal és a hazai szolgáltatással.
Roosevelt nem csatlakozott az NAACP vezetőihez, hogy szövetségi lincselés elleni jogszabályokat szorgalmazzon, mivel úgy vélte, hogy egy ilyen jogszabályt nem valószínű, hogy elfogadják és hogy ennek támogatása elidegeníti a déli kongresszusi képviselőket. Ugyanakkor kinevezett egy afroamerikai tanácsadókból álló „fekete kabinetet”, amely tanácsot adott a faji kapcsolatok és az afroamerikai kérdések terén és nyilvánosan is elítélte a lincselést, mint „gyilkosságot”. A First Lady, Eleanor Roosevelt támogatta az afroamerikai közösség megsegítésére irányuló erőfeszítéseket, beleértve az Igazságos Munkaerői Színvonal Törvényét, amely segített a nemfehér munkások bérének növelésében délen. 1941-ben Roosevelt megalapította az Igazságos Foglalkoztatottsági Gyakorlatok Bizottságát (FEPC), amely megtiltotta a faji és vallási megkülönböztetést a foglalkoztatásban a vállalkozók körében. Az FEPC volt az első olyan program, amely jelentős szerepet játszott abban, hogy új foglalkoztatási lehetőségeket nyisson meg a nemfehér munkavállalók számára. A második világháború alatt jelentősen nőtt a gyártási pozíciókban alkalmazott afroamerikai férfiak száma. Roosevelt politikájára reagálva az afroamerikaiak az 1930-as és az 1940-es években egyre inkább disszidáltak a Republikánus Párttól és számos északi államban fontos demokrata szavazócsoportokká váltak.
A Pearl Harbor elleni támadás aggodalmakat vetett fel a nyilvánosság előtt a japán amerikaiak szabotázsának lehetőségével kapcsolatban. Ezt a gyanút táplálta a japán bevándorlókkal szembeni régóta fennálló rasszizmus, valamint a Roberts Bizottság megállapításai, amelyek arra a következtetésre jutottak, hogy a Pearl Harbor elleni támadást japán kémek segítették meg. 1942. február 19-én Roosevelt elnök aláírta a 9066-os végrehajtó rendeletet, amely a japán-amerikai állampolgárok és bevándorlók százezreit helyezte át. Kénytelenek voltak felszámolni ingatlanaikat és vállalkozásaikat és épített táborokba internálták őket, belső, zord helyeken. A más kérdések elterelték Roosevelt internálási döntését és Stimson hadügyminiszterre bízta a dolgot, aki viszont John J. McCloy hadügyminiszter-helyettes ítéletére támaszkodott. Emellett még számos német és olasz állampolgárt letartóztattak vagy internáló táborokba helyeztek.
A Kristályéjszaka után 1938-ban Roosevelt segítette felgyorsítani a zsidó bevándorlást Németországból és Ausztriából és lehetővé tette a német állampolgárok számára, hogy határozatlan ideig tartózkodjanak az Egyesült Államokban. Az 1924-es bevándorlást korlátozó törvény és a szavazók körében az antiszemitizmus megakadályozta abban, hogy további zsidó bevándorlókat, gyakorlatilag menekülteket fogadjon be. Hitler úgy döntött, hogy 1942 januárjáig megvalósítja az európai zsidó lakosság kiirtását és az amerikai tisztviselők a következő hónapokban értesültek a náci megsemmisítő hadjárat mértékéről. A Külügyminisztérium ellen Roosevelt meggyőzte a többi szövetséges vezetőket, hogy közösen adják ki az ENSZ tagjainak együttes nyilatkozatát, amely elítélte a holokausztot és az elkövetőket háborús bűnösöknek tekintik. 1944 januárjában Roosevelt megalapította a Háborús Menekültügyi Tanácsot, hogy megsegítse a zsidókat és a tengelyatrocitások más áldozatait. Eltekintve ezektől az intézkedésektől, Roosevelt úgy vélte, hogy a legjobb módja annak, hogy megsegítse az üldözött európai lakosságot, a háború minélelőbbi befejezése. A katonai vezetők és a hadügyminisztérium vezetői elutasítottak minden olyan hadjáratot, amely a megsemmisítő táborok vagy az oda vezető vasútvonalak bombázására irányult. Jean Edward Smith életrajzíró szerint nincs bizonyíték arra, hogy bárki is javasolt volna egy ilyen hadjáratot Rooseveltnek.

## Roosevelt kormánya
| Tisztség         | Név                                                             | Időszak                                 | Tisztség                | Név                                                           | Időszak                                 |
| ---------------- | --------------------------------------------------------------- | --------------------------------------- | ----------------------- | ------------------------------------------------------------- | --------------------------------------- |
| elnök            | Franklin D. Roosevelt                                           | 1933-1945                               | haditengerészeti titkár | Claude A. Swanson Charles Edison Frank Knox James Forrestal   | 1933-1939 1939-1940 1940-1944 1944-1945 |
| alelnök          | John N. Garner Henry A. Wallace Harry S. Truman                 | 1933-1941 1941-1945 1945                | belügyminiszter         | Harold L. Ickes                                               | 1933-1945                               |
| külügyminiszter  | Cordell Hull Edward Stettinius                                  | 1933-1944 1944-1945                     | mezőgazdasági miniszter | Henry A. Wallace Claude R. Wickard                            | 1933-1940 1940-1945                     |
| pénzügyminiszter | William H. Woodin Henry Morgenthau                              | 1933 1934-1945                          | kereskedelmi miniszter  | Daniel C. Roper Harry Hopkins Jesse H. Jones Henry A. Wallace | 1933-1938 1938-1940 1940-1945 1945      |
| hadügyminiszter  | George Dern Harry H. Woodring Henry L. Stimson                  | 1933-1936 1936-1940 1940-1945           | postahivatal vezetője   | James Farley Frank C. Walker                                  | 1933-1940 1940-1945                     |
| legfőbb ügyész   | Homer S. Cummings Frank Murphy Robert H. Jackson Francis Biddle | 1933-1939 1939-1940 1940-1941 1941-1945 | munkaügyi miniszter     | Frances Perkins                                               | 1933-1945                               |

## Megítélése

### Történelmi jelentősége

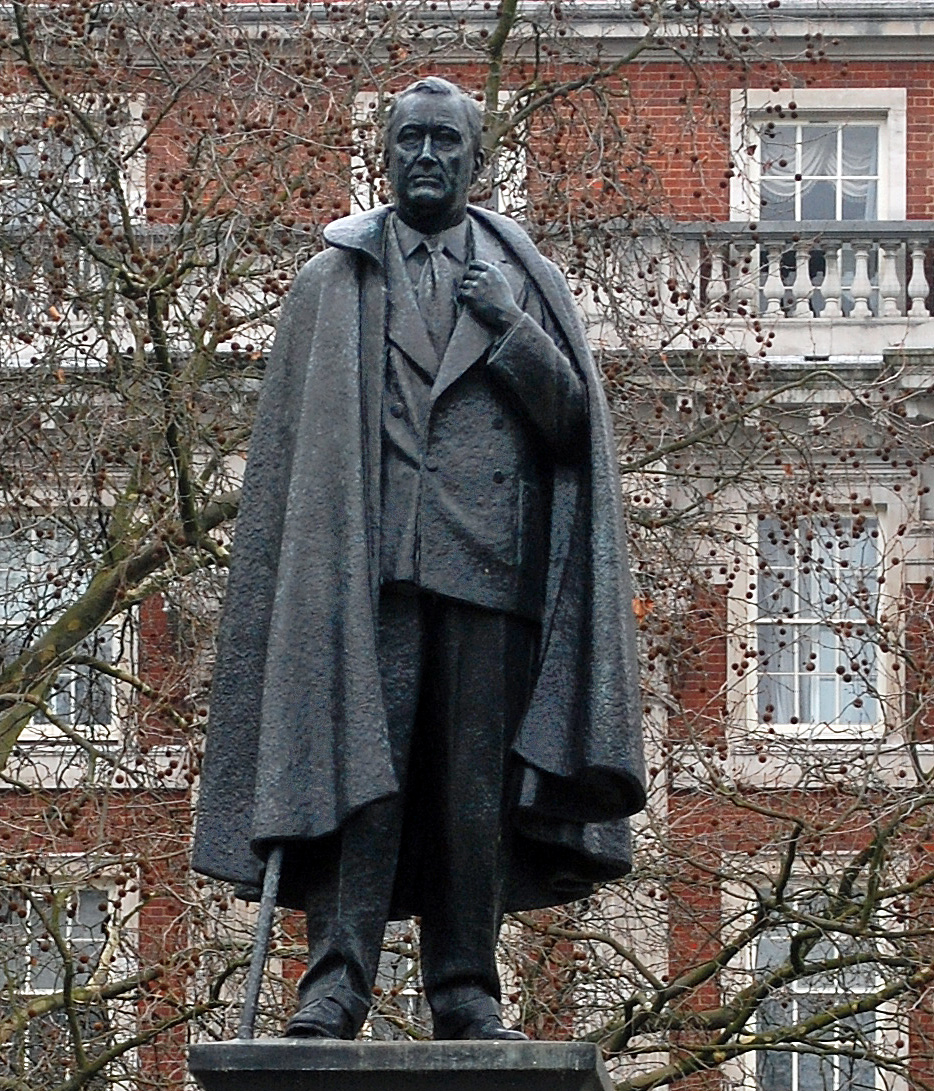
Roosevelt szobra Londonban

Rooseveltet széles körben az Egyesült Államok történelmének egyik legkiemelkedőbb alakjaként tartják számon, valamint a 20. század egyik legbefolyásosabb alakjának. A történészek és a politológusok Rooseveltet, George Washingtont és Abraham Lincolnt a három legnagyobb elnök közé sorolják. Roosevelt elnöksége, „amely az Egyesült Államokat virágzó jövőjébe hozta a nagy gazdasági világválságon és a második világháborún keresztül” – írta Jean Edward Smith életrajzíró 2007-ben – „felemelte magát egy kerekesszékből, hogy térdre emelje a nemzetet.”
A Roosevelt idejéni kormányzati programok gyors terjedése újra definiálta a kormány szerepét az Egyesült Államokban és Roosevelt támogatása a társadalmi programokban fontos szerepet játszott a liberalizmus újra definiálásában az elkövetkező generációk számára. Roosevelt szilárdan megalapozta az Egyesült Államok vezető szerepét a világon, a második világháború alakításában és finanszírozásában való részt vételével. Az izolacionista kritikusai elhalványultak és még a republikánusok is csatlakoztak politikájához, és fokozatosan növelte az elnök hatalmát a Kongresszus felett.
Halála után özvegye, Eleanor továbbra is erőteljesen jelen volt az Egyesült Államokban és a világpolitikában, az ENSZ-t létrehozó konferencia küldöttjeként és általában a polgári jogok és a liberalizmus mellett állt. További három elnök, Truman, Kennedy és Johnson is mindegyike magáévá tette Roosevelt politikai örökségét.

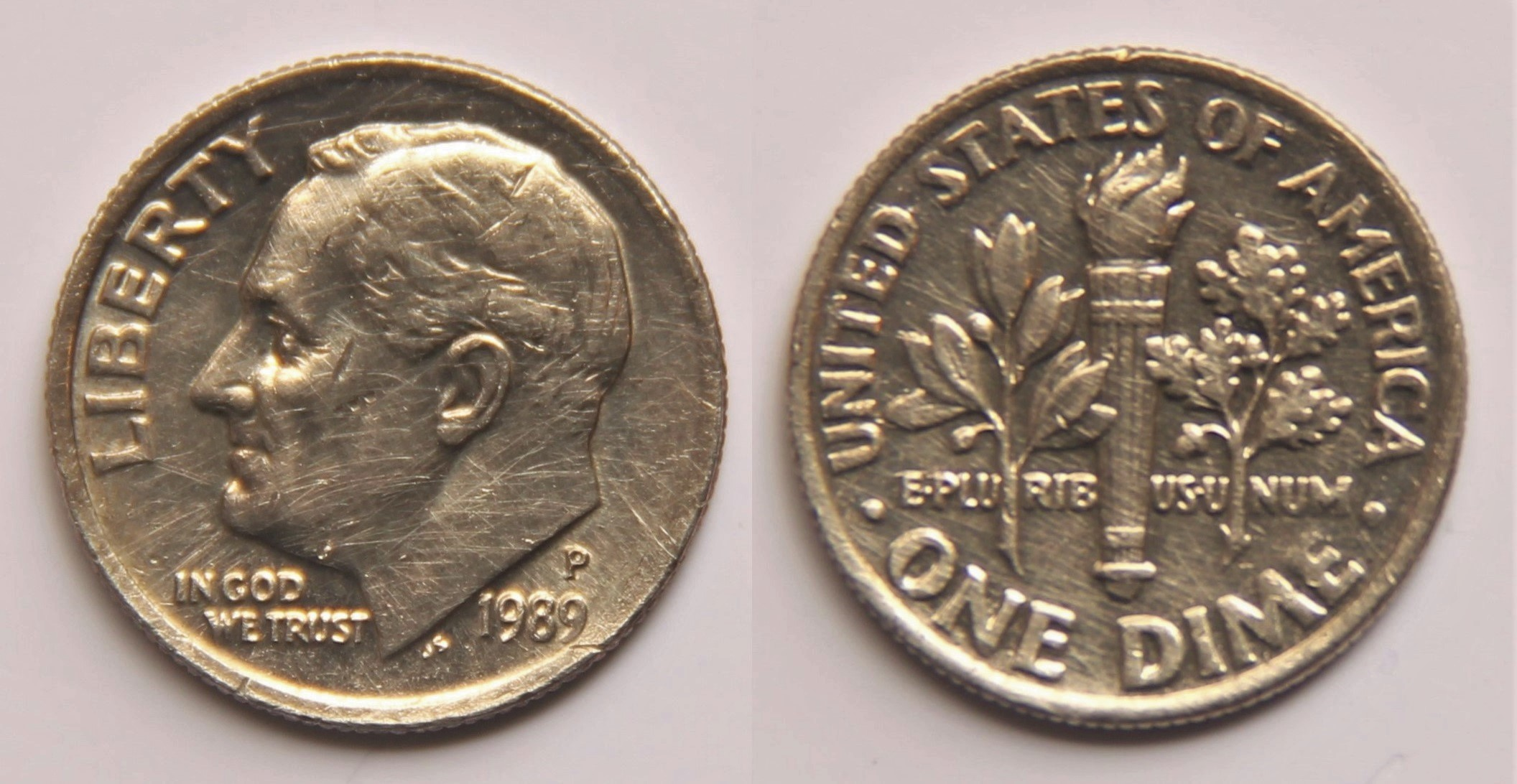
A Dime

Elnöksége alatt és az után is kisebb mértékben sok intenzív kritika érte Rooseveltet. A kritikusok nemcsak politikáját, álláspontját kérdőjelezték meg, hanem azért is, hogy szakítva a hagyománnyal indult harmadik ciklusért is. Jóval halála után új támadási vonalak kritizálták Roosevelt politikáját az európai zsidók megsegítésében, a japánok bebörtönzésében a nyugati parton és a lincselés elleni jogszabályok ellenzésében is.

### Emlékművei
Roosevelt Hyde Parki otthona ma nemzeti történelmi helyszín és otthont ad az elnöki könyvtárának is. Washingtonban a legnagyobb, 3 hektáros Roosevelt-emlékmű a Jefferson-emlékműhöz hasonlóan a Tidal-medence partján található. 1965-ben egy szerényebb emlékművet emeltek, egy márványtömböt a Nemzeti Levéltár épülete előtt, amelyet maga Roosevelt javasolt. A Dime nevű tízcentes érmén és több postabélyegen is szerepel.
A jelenlegi budapesti Széchenyi István tér 1946 és 2011 között az ő nevét viselte.

## Magyarul megjelent művei
- Értekezlet a három Szövetséges Nagyhatalom, a Szovjetunió, az Egyesült Államok és Nagybritannia vezető államférfiai között a Krimben; Konferencija v Krimu, Krím, 1945
- Nyomtalanul eltűnt; F. D. Roosevelt ötlete nyomán Rupert Hughes et al., előszó Fulton Oursler; Pantheon, Budapest, 1946
- Amerika útja; összeáll. Dagobert D. Runes; Athenaeum, Budapest, 1947 (Zsebkönyvtár)
- Harc a máért; ford. Ottlik Géza, tan. Kosáry Domokos; Studio, Budapest, 1947
- XII. Pius pápa és Roosevelt F. D. levelezése 1939–1945; előszó XII. Piusz pápa, bev., jegyz. Myron C. Taylor, ford. Melocco János; Élet, Budapest, 1947